# Elisabet I av England i porträttkonsten

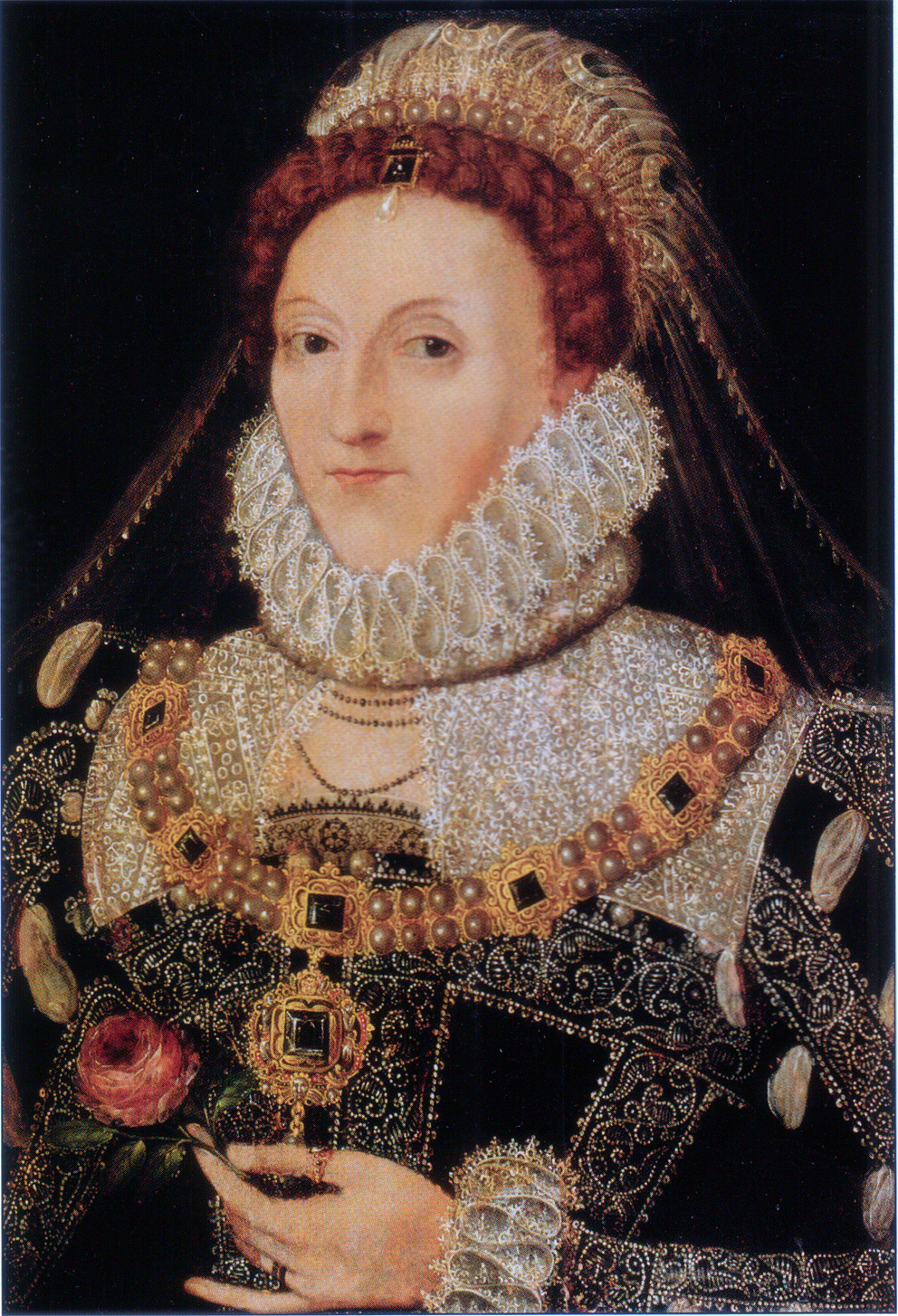
Drottning Elisabet i den rika klädsel och de praktfulla smycken som visar på härlighet och upphöjt majestät. Rosen hon bär var en symbol både för skönhet och dygd och för drottningens ätt, huset Tudor.

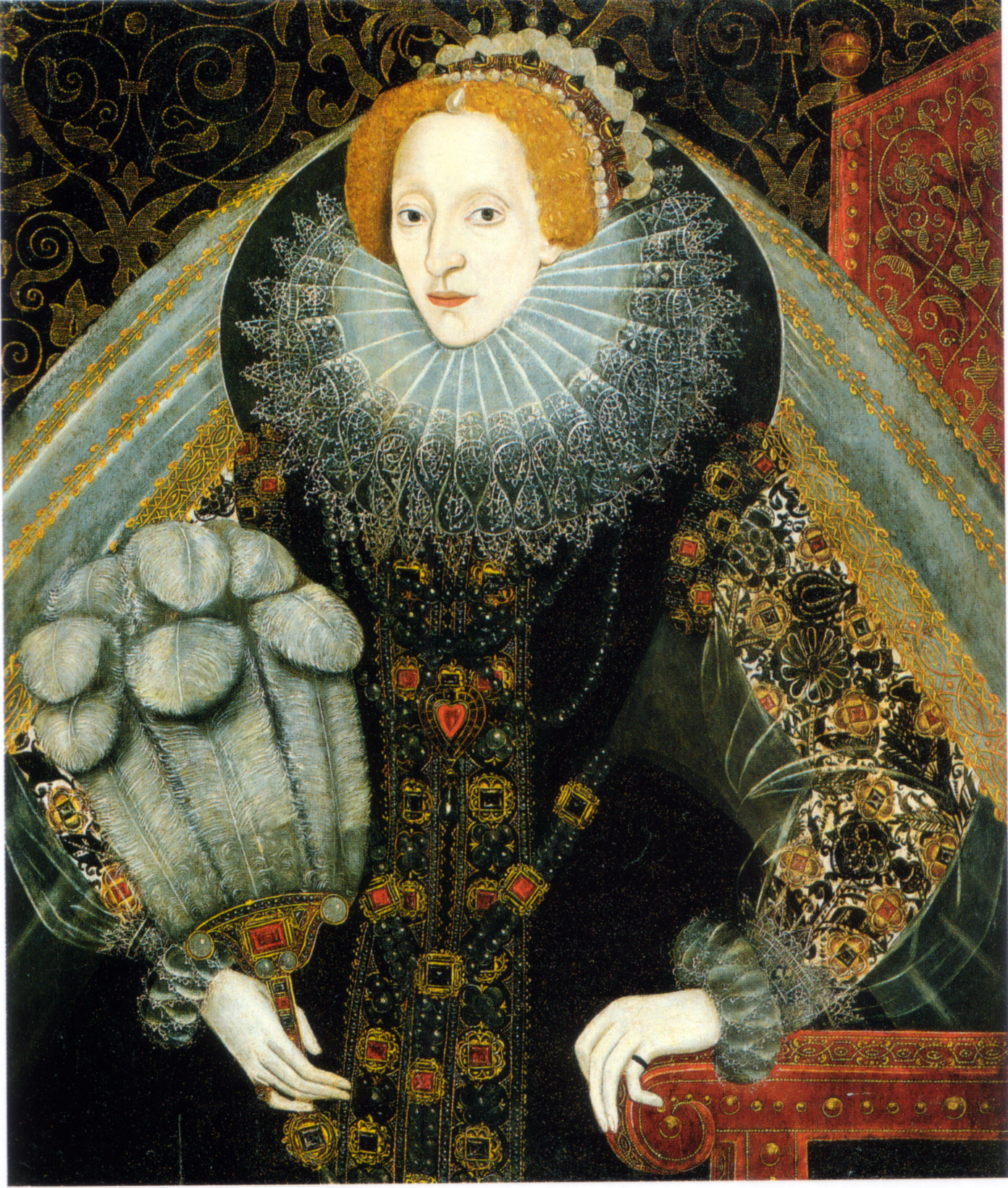
Porträtt av drottningen utfört cirka 1585–1590 av en okänd konstnär.

Avbildningarna av Elisabet I av England i porträttkonsten visar hur de kungliga porträtten i England utvecklas under renässansen, från de tidiga enkla avmålningarna, till högrenässansens invecklade porträttkonst. Målningarna späckas med symbolik som ska förstärka bilden av härskarens makt och ställning, likaväl som de ska framhäva särskilda egenskaper hos den avbildade personen.
Till och med de tidigaste porträtten av Elisabet (1533–1603) innehåller symboliska föremål såsom rosor och bönböcker vilka representerar värden som den samtida betraktaren enkelt kunde uttolka. Senare porträtt av Elisabet varvar de symboler som representerar imperium – jordglober, kronor, svärd och pelare samt framställningar av jungfrudom och renhet såsom månen och pärlor – med antika allusioner som tillsammans förmedlar en sorts komplex berättelse om Elisabets betydelse och upphöjelse till den elisabetanska erans publik.

## Översikt

### Porträttkonsten i Tudorengland
Två traditioner hade utvecklats inom porträttkonsten vid tudorhovet sedan Elisabets far, Henrik VIII regerade. Miniatyrporträtten var en utveckling av porträttkonsten i illuminerade manuskript. När dessa små personliga bilder målades fick nästan alltid objektet sitta modell för bilden under några dagar. De målades oftast i vattenfärg på vellum som gavs ytterligare stadga, genom att man limmade bilden på ett spelkort. Panelmålningar som utfördes i olja på beredda träytor baserades ofta på skisser som förberetts och de färdiga målningarna var oftast i naturlig storlek, vilket även gällde för oljemålningar på duk.
Till skillnad från hennes samtida i Frankrike lät Elisabet aldrig någon enskild konstnär få ensamrätt att framställa hennes porträtt, även om Nicholas Hilliard utsågs till hennes officielle guldsmed samt målare av miniatyrporträtt. George Gower som var en hovmålare på modet utsågs år 1581 till Serjeant Painter med uppgift att godkänna samtliga porträtt av drottningen som framställdes av andra konstnärer. Denna uppgift skötte han från 1581 fram till sin död år 1596.  Elisabet satt modell för en mängd porträtt utförda av flera konstnärer genom åren, däribland Hilliard, Cornelis Ketel, Federico Zuccaro eller Zuccari, Isaac Oliver, och sannolikt även för Gower och Marcus Gheeraerts d.y.
Elisabets regering lät måla hennes porträtt för att kunna skänka dem som gåvor till andra rikens monarker och för att förevisa dem för presumtiva friare. Hovmän lät framställa målningar, fullsprängda med symbolik, i syfte att framhäva sin lojalitet och hängivenhet för drottningen. Det långa galleri som blev ett modernt inslag i arkitekturen när hus byggdes eller byggdes till under Elisabets senare regeringstid fylldes med porträttsamlingar. Tudorerans konstnärer framställde porträtt av Elisabet där de utgick från en uppsättning godkända skisser av drottningens ansikte som man sedan kompletterade med variationer av klädslar, bakgrunder och symbolik. Detta tillvägagångssätt utvecklades i konstnärernas verkstäder för att kunna tillmötesgå den växande efterfrågan på hennes porträtt, då det blev ett viktigt tecken på lojalitet och vördnad att inneha ett porträtt av drottningen i tider av oro.

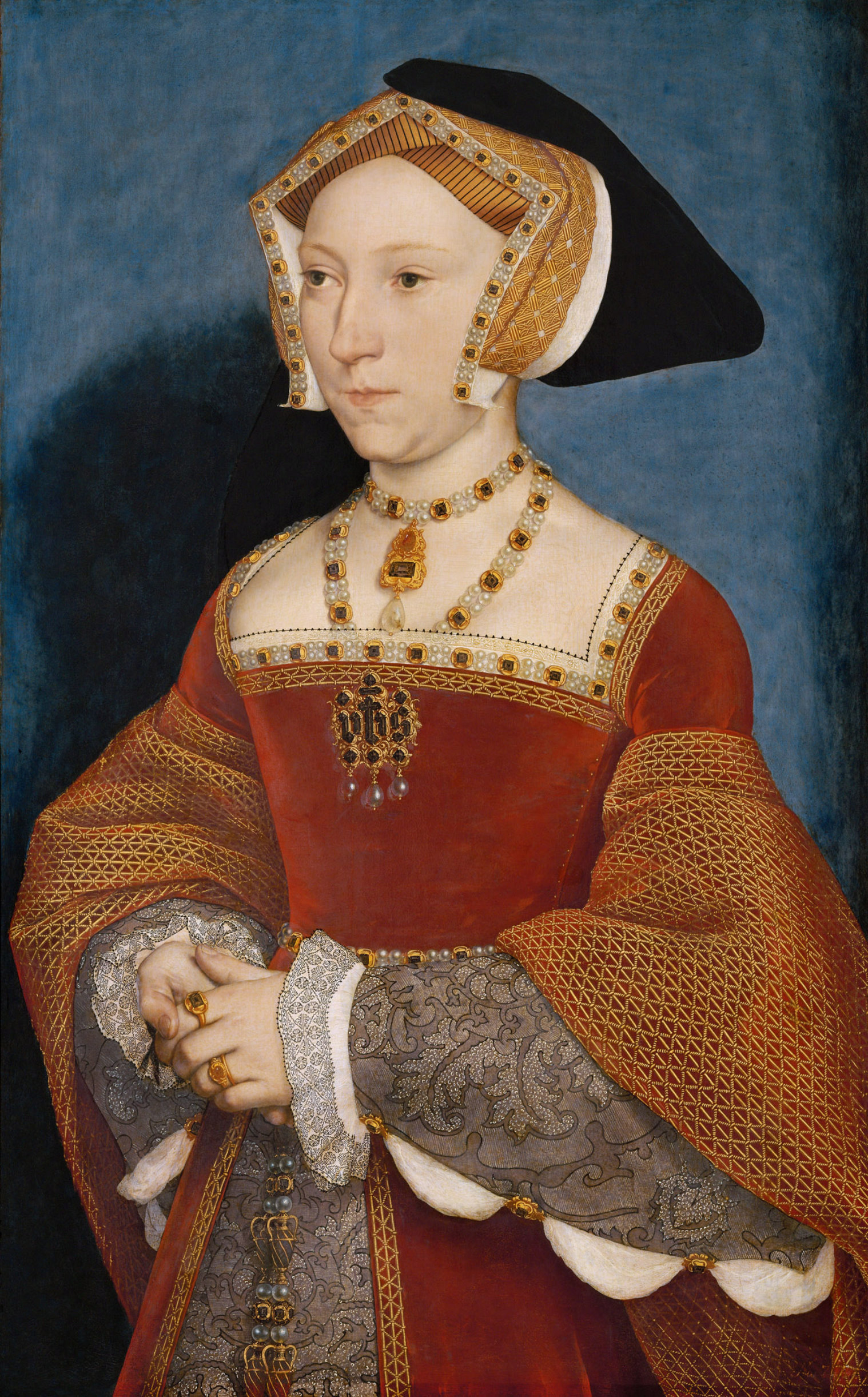
Henrik VIII:s drottning Jane Seymour. Holbein, 1535–1536.

### Europeiskt perspektiv
De överlägset imponerande förebilder som engelska porträttmålare kunde inspireras av var de många porträtt som målats av Hans Holbein d.y., den målare som varit norra Europas mest framstående porträttmålare under seklets första hälft och som under två långa sejourer i England blivit Henrik VIII:s hovmålare. Det var Holbein som etablerade normen att måla porträtt i naturlig storlek i England. Hans dynastiska väggmålning i Whitehall Palace som förstördes år 1698 och möjligen även andra av hans stora porträtt torde ha varit välbekanta för elisabetanska konstnärer.
Både Holbein och hans italienska samtida kollega Titian hade kombinerat ett psykologiskt insiktsfullt återgivande av sina objekt med tillräckligt majestätisk symbolik och uttryck för att tillfredsställa sina kungliga mecenater. När Holbein återvände till England för andra gången hade han redan gått vidare från rent realistiska avbildningar och i stället börjat leka med färg och form och förstärkta konturer på bekostnad av det tredimensionella intrycket, för att ge nytt liv och innehåll åt sina porträtt, vilket till exempel kan ses i hans porträtt av drottning Jane Seymour. Denna tendens kom att utvecklas ytterligare i de senare porträtten av Elisabet I där realistiskt återgivande av drottningen samt form och perspektiv får ge vika för intrycket av upphöjt majestät som framhävs av dekorativa mönster.

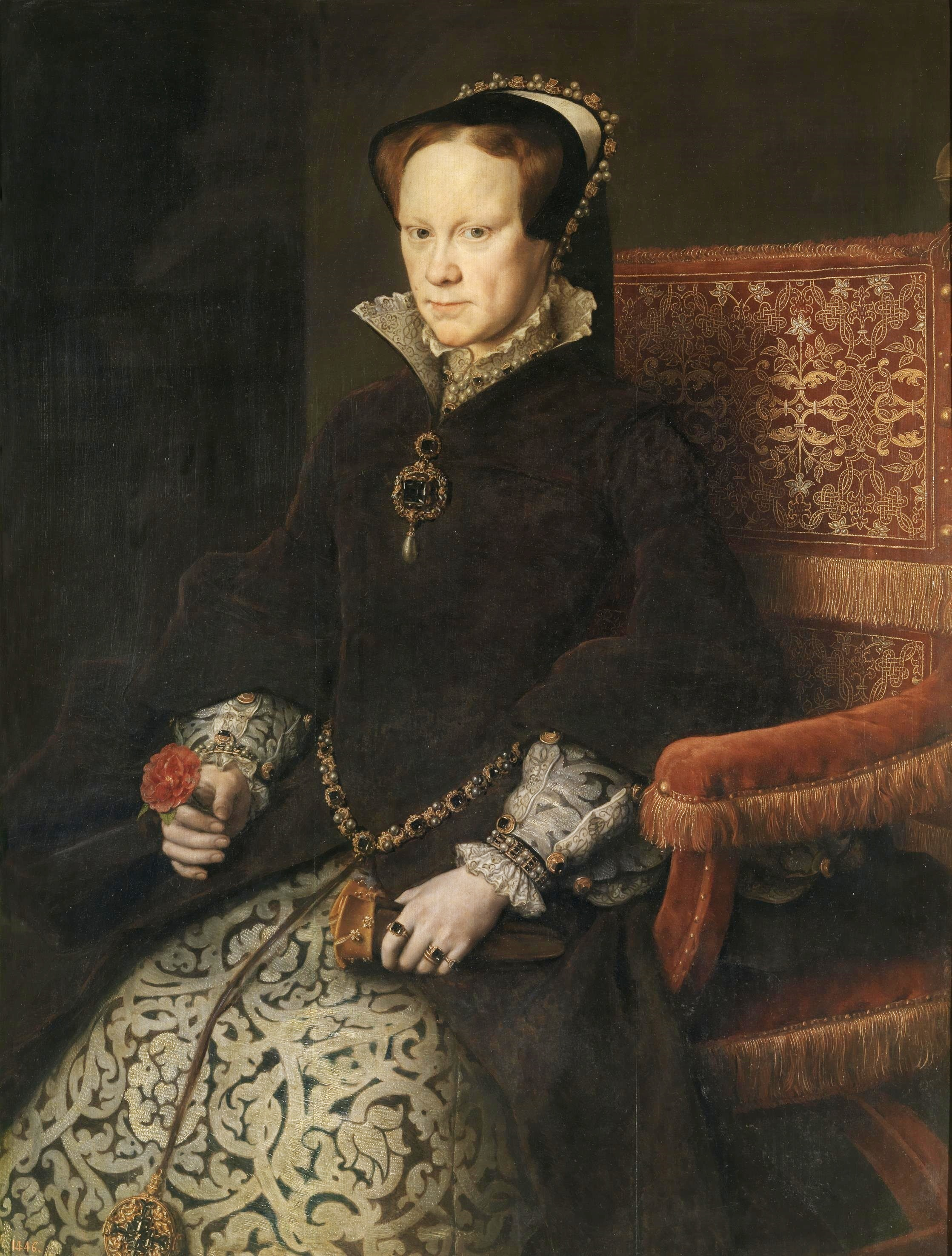
Maria I av England, av Anthonis Mor, 1554.

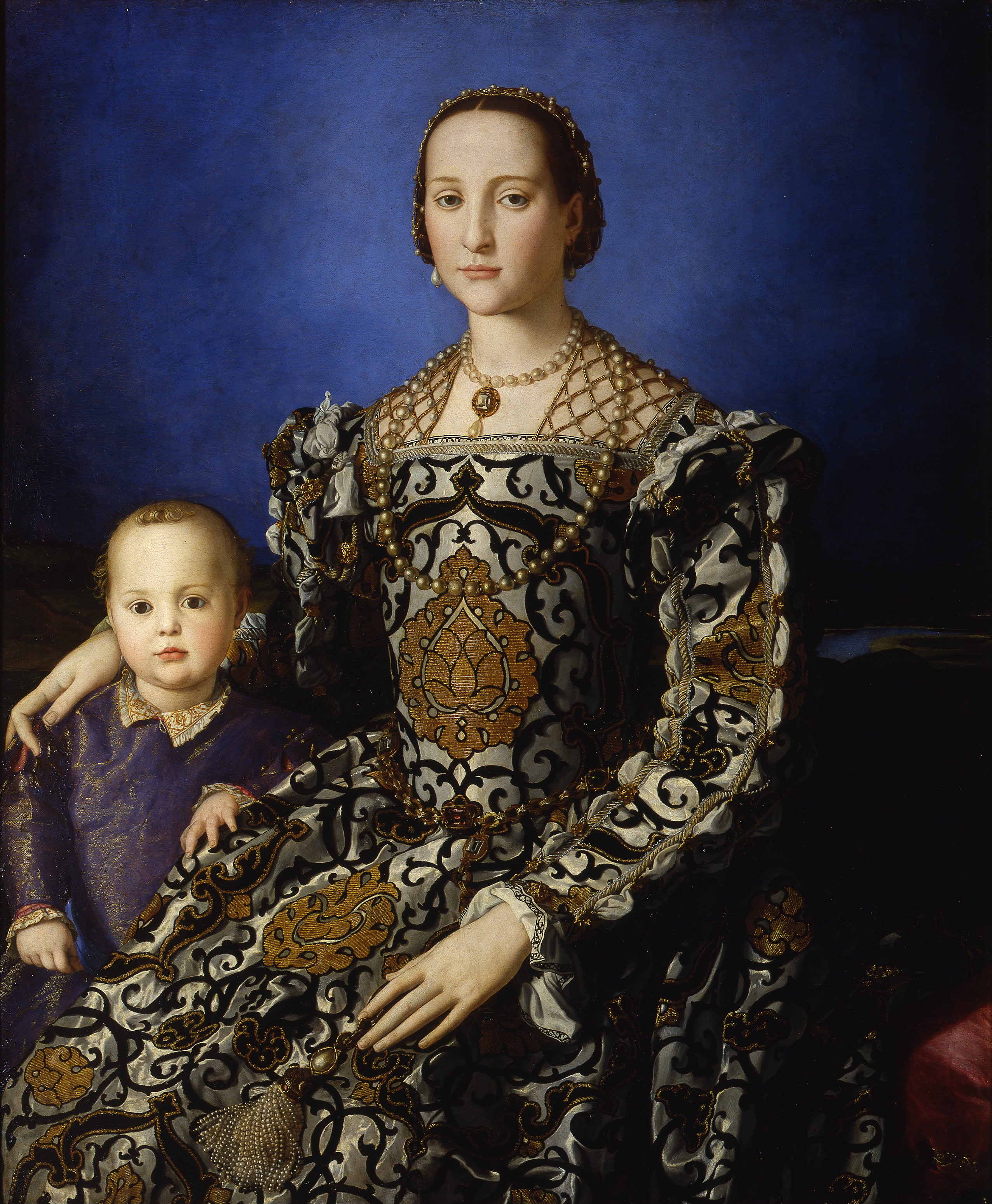
Eleanora av Toledo och hennes son Giovanni, av Bronzino, 1545.

Titian fortsatte att måla kungliga porträtt, särskilt av Filip II av Spanien, fram till 1570-talet, dock i kraftigt reducerat antal efter 1555, och han vägrade lämna Venedig för att utföra dem. Det porträtt i naturlig storlek av Filip II som nu befinner sig i Pradomuseet i Madrid skickades till Elisabets äldre halvsyster och föregångare på tronen, Maria I av England, inför hennes och Filips bröllop.
Fram emot mitten av seklet kom man vid de kontinentala hoven att föredra porträtt som var mindre avslöjande och personliga, och kring 1550 var de två mest framstående kungliga porträttmålarna, förutom Titian, den nederländske konstnären Anthonis Mor och den i Florens verksamme Agnolo Bronzino. Därutöver bör nämnas Leone Leoni som var verksam som skulptör och medaljtillverkare åt ätten Habsburg.  Mor, som snabbt blivit framgångsrik som porträttmålare under 1540-talet, reste genom Europa och målade kungliga porträtt i en stil som var striktare och mer rigid än Titians, och han influerades av den norditalienska stil som representerades av bland annat Moretto.  Mor besökte London år 1554 och målade tre versioner av sitt välbekanta porträtt av drottning Maria, han avporträtterade även engelska hovmän som besökte Antwerpen.
Mors spanska elev Alonso Sánchez Coello kom att måla i en striktare version av sin mästares stil, och efterträdde denne som spansk hovmålare år 1561. Sofonisba Anguissola hade målat i en informell, intimare stil, men efter det att hon anställdes av det spanska hovet för att bli drottningens hovmålare år 1560 anpassade hon sig till de formella krav som ställdes på officiella kungliga porträtt. Morettos elev Giovanni Battista Moroni var samtida med Mor och utvecklade sin stil under 1550-talet, men få av hans porträtt föreställde kungligheter och de spreds inte heller utanför Italien.
Bronzino utvecklade en stil präglad av kallt upphöjt majestät som baserades på manneristiska porträtt av Pontormo och han arbetade nästan uteslutande åt Cosimo den store, den förste storhertigen av ätten Medici.  Bronzinos verk, inklusive det kändaporträttet av Cosimos hertiginna, Eleonora de Toledo, kopierades och spreds över Europa i en stor mängd versioner som tillverkades i decennier efter originalen i Bronzinos verkstad. Porträttmålarna i England lär ha sett flera versioner av dessa porträtt, och kopior kan ha ingått i de kungliga samlingarna.
Franskt porträttmåleri fortsatte att domineras av små men fint utförda porträtt i halvfigur, samt även teckningar. Den främste porträttmålaren vid franska hovet var François Clouet som efterträtt sin far Jean. Framstående var även den nederländske konstnären Corneille de Lyon som specialiserat sig på porträtt i mindre format, ofta inte större än en nutida pocketbok. En mindre mängd porträtt i helfigur framställdes även vid det franska hovet, efter tysk modell.

### Att skapa bilden av majestät

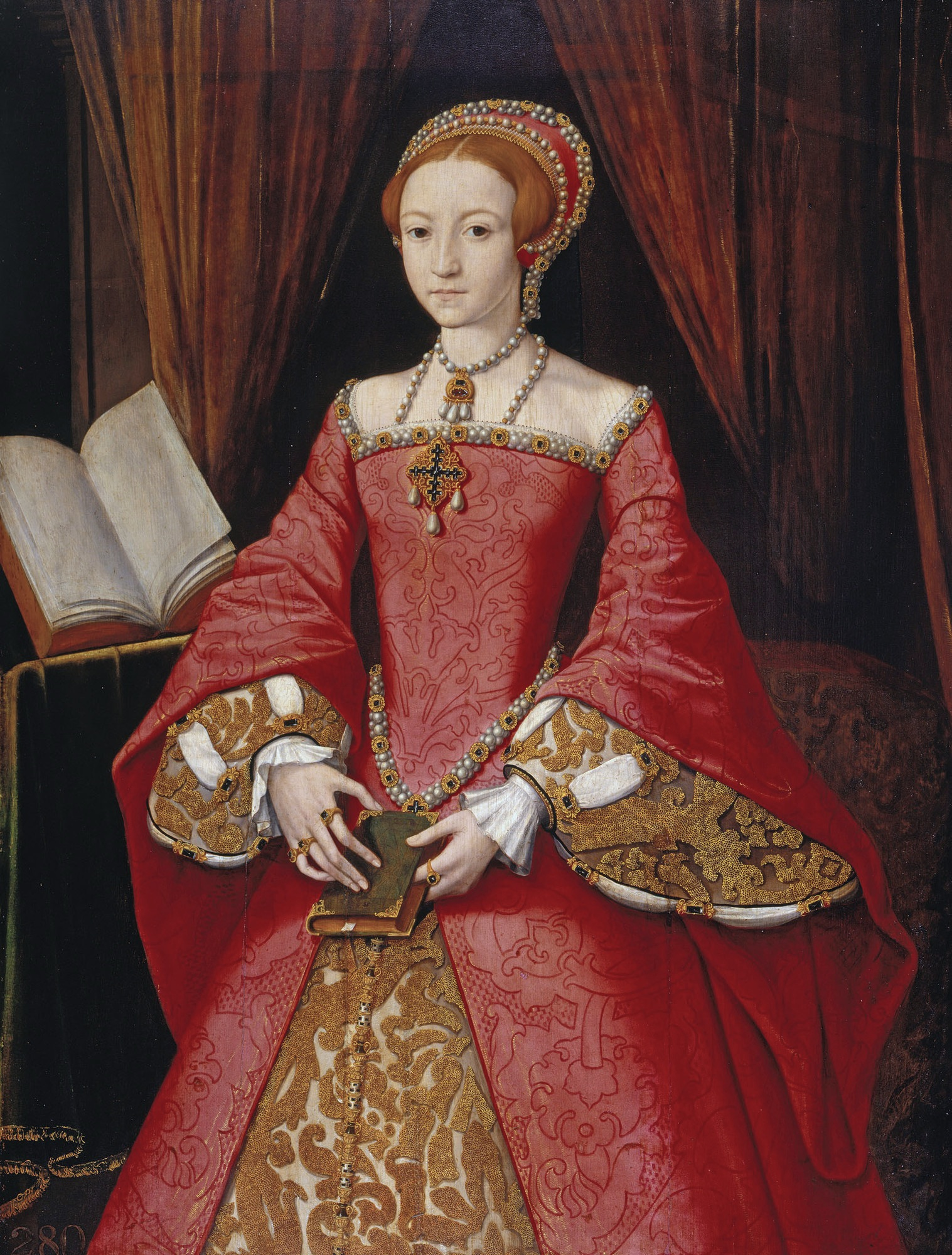
Elizabeth Tudor, cirka 1546, av okänd konstnär.

William Gaunt påtalar kontrasten mellan det tidiga porträttet av Elizabeth Tudor (1546) och senare framställningar av henne som drottning. Han skrev "Målaren är okänd, men i en driven flamländsk stil avbildar han Anne Boleyns dotter som en tystlåten och lärd flicka vars utsmyckningar får stå tillbaka för enkelheten i linjerna som understryker hennes ungdom. Kontrasten är stor mot de senare porträttens barocka fantasier, vars stela masklika drag, överdrivna prydnader och stoppade klädesdetaljer verkar utesluta all mänsklighet".
Att man valde att inte lägga vikt vid framställandet av djup och volym i de senare porträtten av Elisabet kan ha berott på drottningens egna åsikter i frågan. I boken Art of Limming (ungefär Konsten att framställa illuminerade manuskript) varnade Hilliard läsarna för att använda mer än minimalt av den teknik som blev känd som chiaroscuro, och han återger sin framstående mecenats syn "med tanke på att man inte behöver någon skugga för att bäst framhäva sig själv utan snarare mycket ljus...valde Hennes Majestät..att sitta för porträtt i ett öppet utrymme i en ståtlig trädgård, där inga träd fanns i närheten, och ingen skugga överhuvudtaget.
Från 1570-talet och framåt använde drottningens regering sina möjligheter att manipulera porträttkonsten för att skapa en bild av drottningen som ett objekt för dyrkan och tillbedjan. Sir Roy Strong skriver "Gloriana-kulten skapades skickligt för att frammana allmän ordning och, framför allt, för att medvetet ersätta den dyrkan av jungfru Maria, och helgonen med tillhörande ikoner, ceremonier och andra festligheter, som varit populär i England före reformationen. De ceremoniella festligheter som hörde till firandet av drottningens trontillträdesdag, hovpoesin och de mest ikoniska porträtten av drottningen är samtliga bevis på dessa ansträngningar. Under slutet av drottningens liv nådde denna inriktning på den officiella porträttkonsten sin kulmen, då realistiska avbildningar av drottningen fullständigt fick ge vika för de välkända porträtten av Elisabet avbildad som evigt ung och opåverkad av tidens gång.

## Tidiga porträtt

Elizabeth "in blacke with a hoode and cornet", det så kallade Clopton Portrait, cirka 1558–1560.

### Den unga drottningen
Porträtt av den unga drottningen, av vilka många var ämnade att förevisas presumtiva friare och andra monarker, visar samma naturlighet och försiktighet i stilen som man finner i porträttet av den 11-åriga Elisabet.

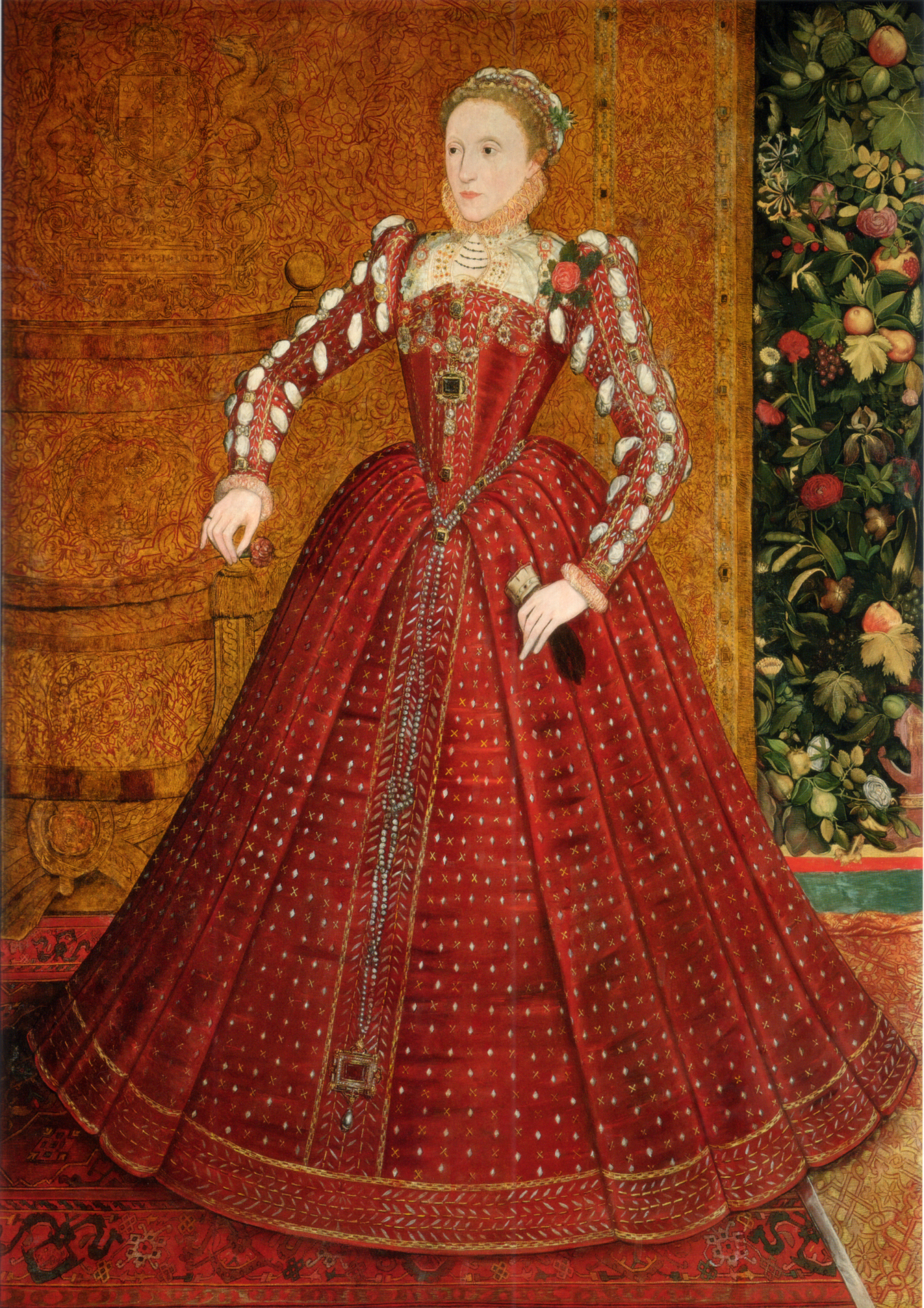
Hampden Portrait av Elisabet I, av van der Meulen, 1560-talet.

Det porträtt som blivit känt som Hampden Portrait visar Elisabet i en röd sidenklänning och målades av Steven van der Meulen. Sir Roy Strong menar att detta är ett betydelsefullt porträtt "utfört under en period då man sökte ta kontrollen över drottningens offentliga profil. Detta porträtt målades någon gång mellan 1565 och 1570, som svar på att regeringen oroades av den okontrollerade produktionen av bilder av drottningen, en oro som kom till uttryck i en kunglig proklamation år 1563. Denna proklamation, som aldrig offentliggjordes, skrevs som svar på en mängd icke-godkända porträtt som cirkulerade vid denna tid föreställande drottningen klädd i svart med fransk hätta, en stil som drottningen övergivit vid denna tidpunkt.  Symbolismen i dessa porträtt är en fortsättning av tudorerans traditioner, Elisabet avbildas till exempel med en bok i handen (möjligen ofta en bönbok) vilket skulle antyda att hon var beläst och religiös. På andra porträtt håller hon i, eller bär, en röd ros som är en symbol för Huset Tudors härstamning från Huset Lancaster, eller vita rosor som symboliserar att hon även härstammade från Huset York, men som också kunde symbolisera dygd och jungfrulig oskuld. På Hampden portrait, bär Elisabet en röd ros på axeln och håller en nejlika i sin hand. Om denna bild skriver Strong "Här avbildas Elisabet under den korta period innan hennes mänsklighet transformerades till bilden av en gudinna"
En konstnär som var aktiv vid Elisabets hov under hennes tidiga regeringstid var den flamländska miniatyrmålaren Levina Teerlinc som hade varit verksam som målare och hovdam hos Maria I och som sedan stannade som hovdam även under Elisabet. Teerlinc är mest känd som en av de konstnärer som utvecklade miniatyrmåleriet. Det finns källor som påvisar att hon målade ett flertal porträtt av Elisabet, både enskilda porträtt och porträtt av drottningen tillsammans med betydande personer vid hovet, men bara ett fåtal av dessa finns kvar och har identifierats.

### Elisabet och gudinnorna

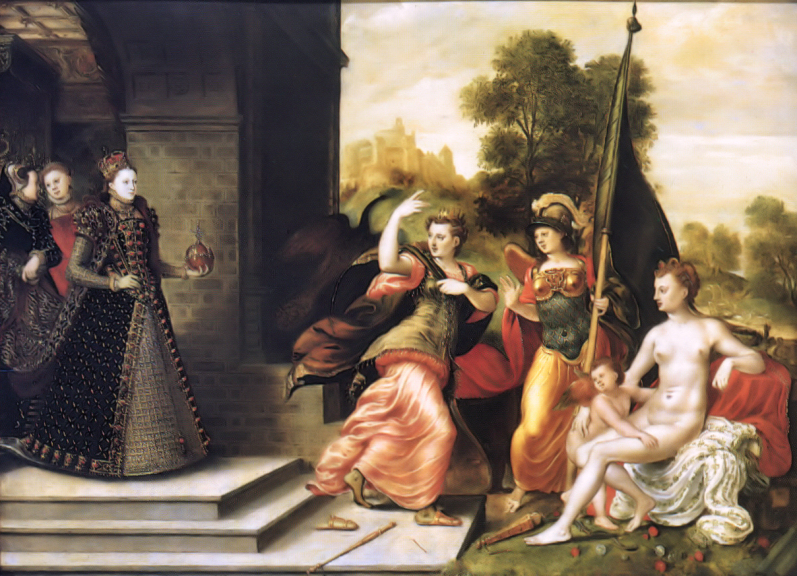
Elisabet I och de tre gudinnorna, 1569.

Två allegoriska målningar finns kvar som visar tidigt användande av den klassiska mytologin för att illustrera den unga drottningens skönhet och upphöjdhet. I Elisabet I och de tre gudinnorna (1569) som vanligen tillskrivs Hans Eworth har man använt berättelsen om Paris dom i förvanskad form. I stället för prins Paris är det Elisabet som får fälla avgörandet mellan Hera, Afrodite och Athena, som dock alla blir överglänsta av den unga drottningen. Som Susan Doran uttrycker det "Underförstått i målningens tema framgår idén att Elisabets kungliga makt är till hennes rikes gagn. Till skillnad från Paris dom, som ledde till krig och det trojanska rikets undergång, kommer Elisabets dom att frambringa fred och ordning i riket efter de orosfyllda år då hennes halvsyster Maria regerade.
Samma tema ligger bakom målningen Henrik VIII:s familj: En allegori över Tudordynastin (1572) som vanligen tillskrivs Lucas de Heere. I denna målning åtföljs den katolska Maria och hennes make Filip II av Spanien av krigsguden Mars, medan den protestantiska Elisabet till höger släpper in fredens och välståndets gudinnor. En inskription säger att målningen var en gåva från drottningen till sir Francis Walsingham för att uttala hennes eget och folkets tack, vilket kan vara ett tecken på att gåvan skedde till åminnelse av Fördraget i Blois 1572 där man etablerade en allians mellan England och Frankrike mot Spanien under Walsinghams tjänstgöringsperiod som ambassadör vid det franska hovet.  Strong menar att båda målningarna visar hur flamländska målare i exil hyllade Elisabet för hennes rättvisa regering. England under Elisabet var en tillflyktsort för flamländare som flydde undan religiös förföljelse under det spanska styret.

### Hilliard och drottningen

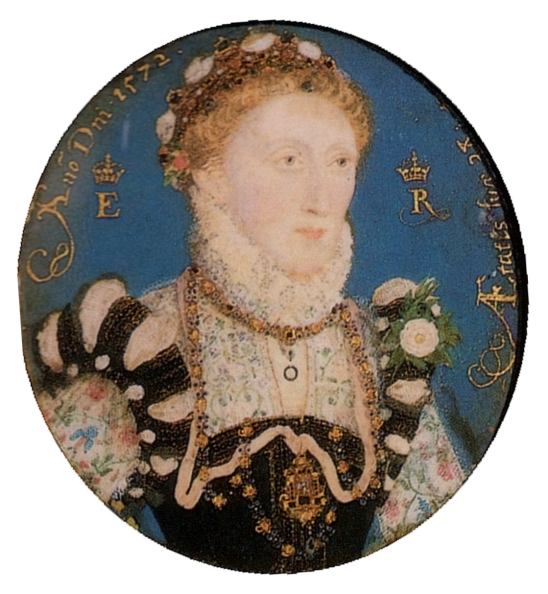
Miniatyr av Hilliard, 1572.

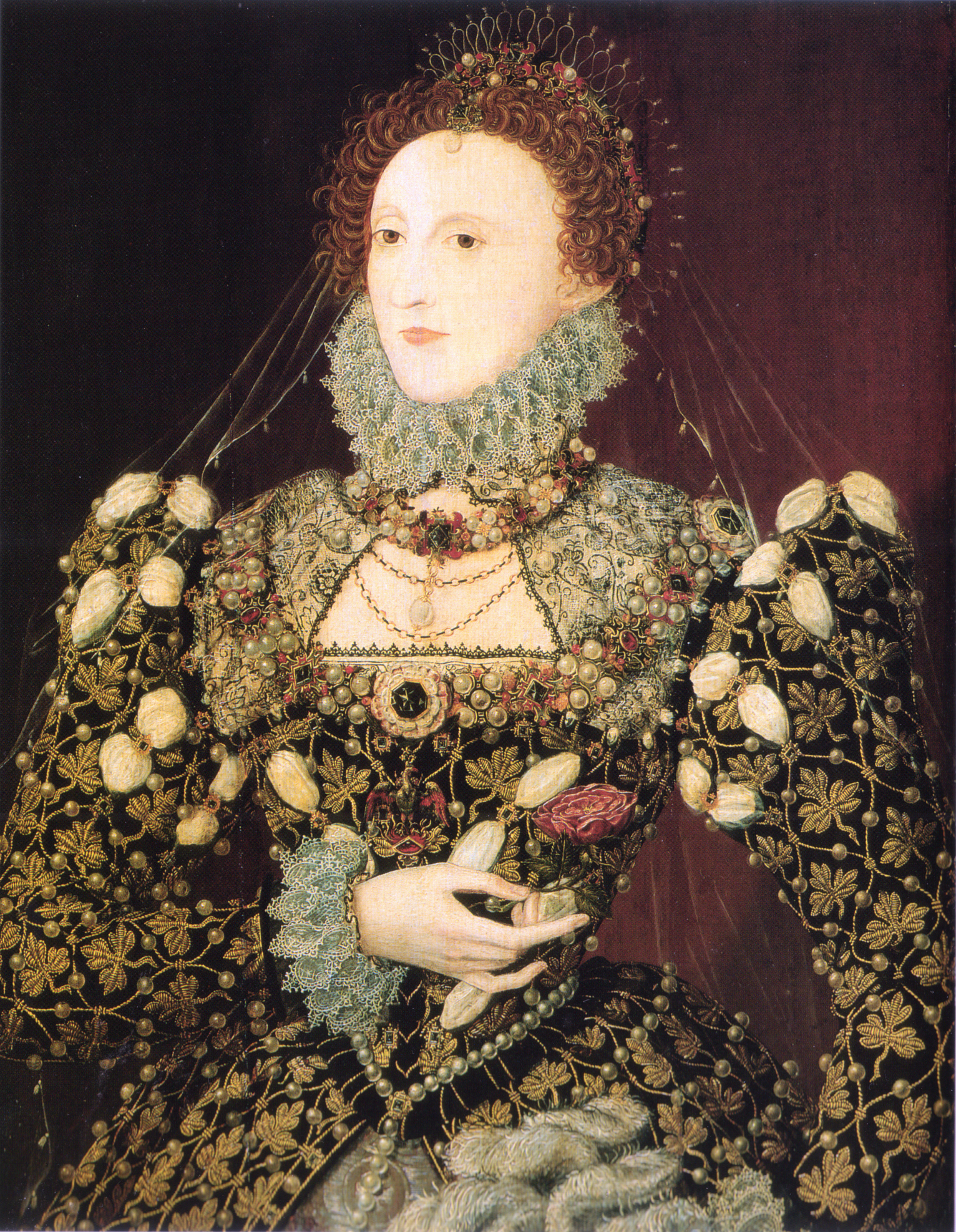
Phoenix Portrait, cirka 1575, tillskrivet Hilliard.

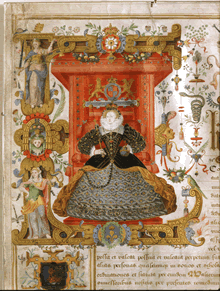
Emmanuel College charter, 1584.

Nicholas Hilliard var lärling hos drottningens juvelerare Robert Brandon, en guldsmed och framträdande ämbetsman i London, och sir Roy Strong föreslår också att Hilliard kan ha undervisats i konsten att illuminera manuskript av Levina Teerlinc. Hilliard avslutade sin lärlingsperiod vid en tid då det fanns behov av nya porträttmålare som kunde avbilda kungligheter.
Hilliards första kända porträtt av drottningen är daterat 1572. Det är inte känt när han officiellt utsågs till miniatyrmålare och guldsmed åt Elisabet, men år 1573 tillerkändes han återställandet av ett hyreskontrakt av drottningen som tack för god och trogen tjänst. Två porträtt utförda på träpanel som länge tillskrivits honom, Phoenix och Pelican porträtten, är daterade cirka 1572–76. Dessa porträtt har fått namn efter de juveler drottningen bär, en pelikan som drottningen brukade använda som symbol för religiös nit, och en Fenix.
Det förefaller dock som om Hilliards panelmålningar funnits vara bristfälliga, varför Hilliard begav sig till Frankrike för att utveckla sin teknik. När han återvände till England fortsatte han att arbeta som guldsmed och tillverkade bland annat några utsökta juvelprydda medaljonger, bland annat Armada Jewel som skänktes av Elisabet till sir Thomas Heneage och Drake Pendant som hon gav till sir Francis Drake. Som en del av Glorianakulten förväntades hovmän bära en bild av drottningen när de befann sig vid hovet.
I Hilliards plikter som hovmålare ingick även att illuminera manuskript och han fick till uppgift att dekorera viktiga officiella dokument såsom fribrevet till Emmanuel College, Cambridge (1584), vilket framställer Elisabet sittande på en tron under en statsbaldakin inom en rikt dekorerad ram i flamländsk renässansstil. Han förefaller även ha utformat träsnitt till titelblad och bokomslag, några av dessa är signerade med hans initialer.

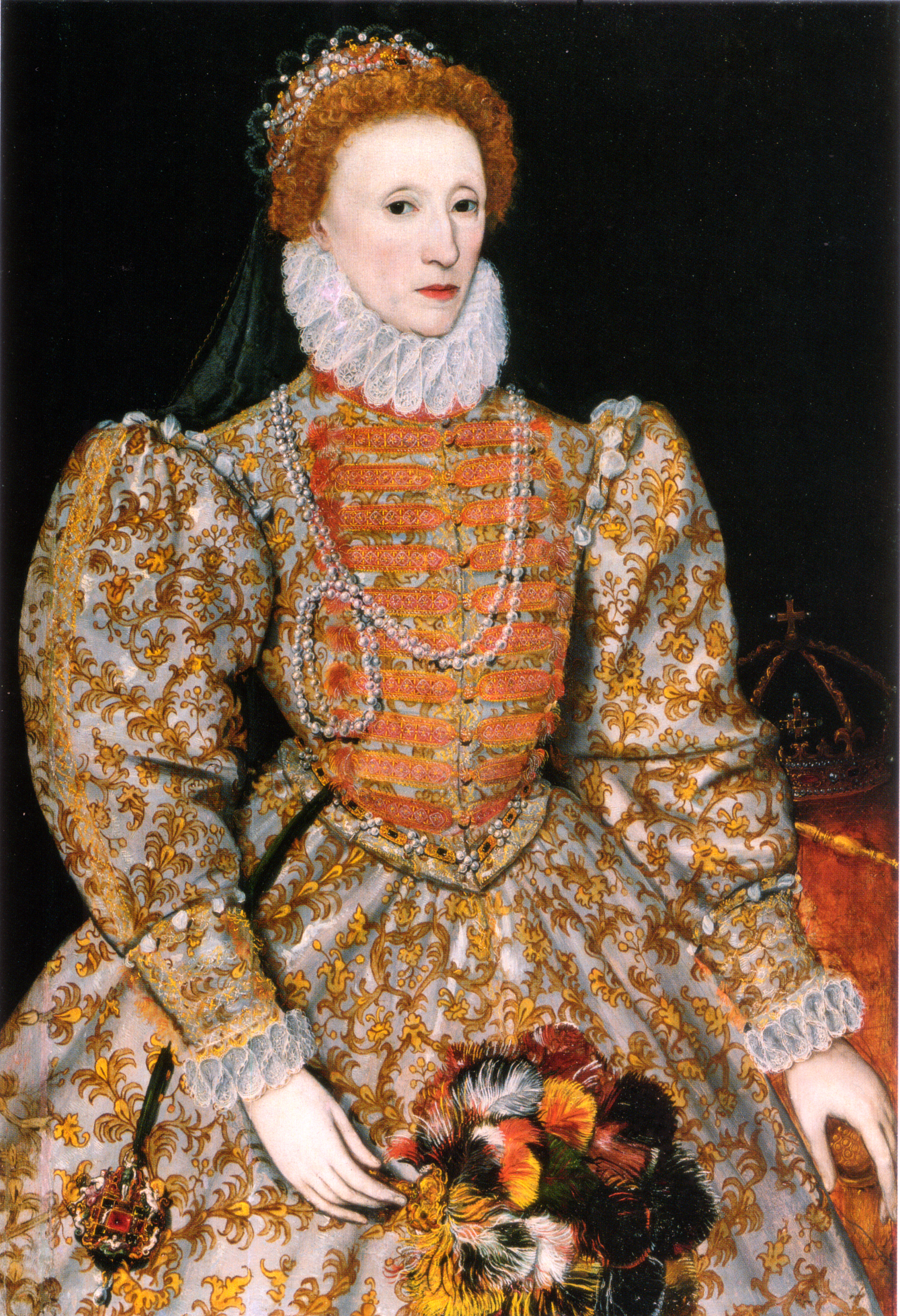
Darnley Portrait, cirka 1575.

### Darnley Portrait
Problemet med att utforma ett officiellt porträtt av Elisabet löstes i och med det porträtt som blivit känt som Darnley Portrait. Drottningen satt troligen modell för porträttet som målades kring åren 1575–6. Detta porträtt kom sedan att ligga till grund för de ansiktsskisser som användes och återanvändes när godkända porträtt av Elisabet målades ända fram till 1590-talet, och på detta sätt bevarades Elisabets ansikte i ett uttryck av tidlös skönhet. Sir Roy Strong har föreslagit att konstnären kan ha varit Federico Zuccari eller Zucaro, en italiensk konstnär som var framstående om än inte egentligen en porträttmålare, och som besökte hovet en kort tid och medförde ett introduktionsbrev till drottningens favorit Robert Dudley, earl av Leicester daterat den 5 mars 1575. Zuccaros skisser till två porträtt i helfigur av både earlen av Leicester och Elisabet finns kvar, men det förefaller sannolikt att porträttet av drottningen aldrig fullbordades.
Darnley Portrait visar en kunglig krona och en spira på ett bord bredvid drottningen, vilket är det första exemplet på att dessa kungliga attribut framställs som symbolisk rekvisita, snarare än att de bärs av personen på porträttet. Detta motiv skulle komma att utvecklas i senare porträtt av kungliga personer.

## Jungfrudrottningen som härskar över haven

### Den Gyllene erans återkomst

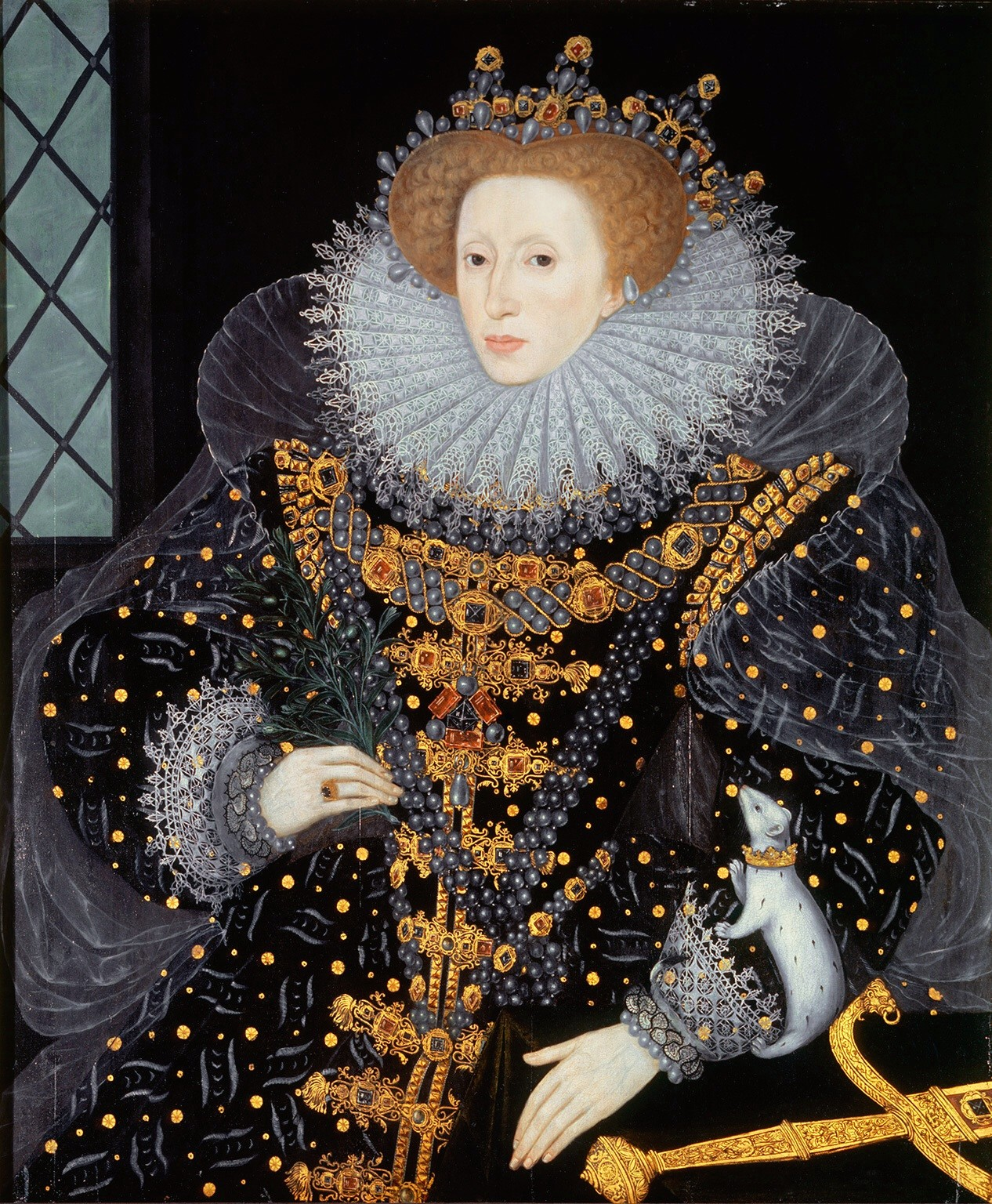
Ermine Portrait, av William Segar, 1585. Elisabet framställs här som Pax, freden.

Elisabets exkommunikation som utfärdades av påven Pius V år 1570 förde med sig att det politiska läget mellan Spanien och England blev än mer ansträngd. Filip II av Spanien hade dessutom ställt sig på Maria Stuarts sida när det gällde hennes anspråk på den engelska kronan. Konflikter bröt ut mellan de båda länderna, både till havs och i Europa, och kom att kulminera i det sjöslag som gått till historien som den Spanska armadan.
Det är mot denna bakgrund som det första i en lång serie porträtt som framställer Elisabet som innehavare av imperium och härskare över haven målas. När man dessutom lägger till symboler för Elisabet som jungfrudrottning så visar dessa porträtt tydligt hur man vill framställa drottningen som den av Gud utsedda försvararen av den protestantiska tron och det engelska folket.
Strong påtalar att de ikoniska dragen inte framträder förrän efter år 1579, och menar att ursprunget till dessa står att finna i den symbolik som byggs upp av John Dee, i dennes verk  General and Rare Memorials Pertayning to the Perfect Arte of Navigation som publiceras år 1577. Här inspirerar författaren till grundandet av ett brittiskt imperium, understött av en stark flotta, och Elisabets rätt till imperium bekräftas av att författaren hänvisar till att hon härstammar från både Brutus av Troja och Kung Artur.
Dee i sin tur inspirerades av  Geoffrey of Monmouths History of the Kings of Britain. I detta verk från 1100-talet presenteras en pseudohistorik berättelse om Britanniens grundande och utveckling som börjar med att Brutus, som var en ättling till Aeneas skulle ha grundat riket. Huset Tudor beskrivs som arvtagare till både Brutus och Aeneas. Genom att förena husen Lancaster och York låter huset Tudor återställa freden i England, vilket symboliseras av att de släpper in den symboliska fredsgudinnan Pax. Edwin Greenlaw, som är expert på Edmund Spenser, slår fast att "Påståendet att britterna härstammar från trojanerna, sammankopplingen mellan Artur, Henrik VIII och Elisabet som Englands främsta monarker, och den Gyllene erans återkomst under Elisabet, är genomgående teman inom den elisabetanska idévärlden. Detta sätt att betrakta historien, och Elisabets plats i den, utgör bakgrunden till de symboliska porträtt av drottningen som framställs under andra hälften av hennes regeringstid.

### Jungfrudrottningen

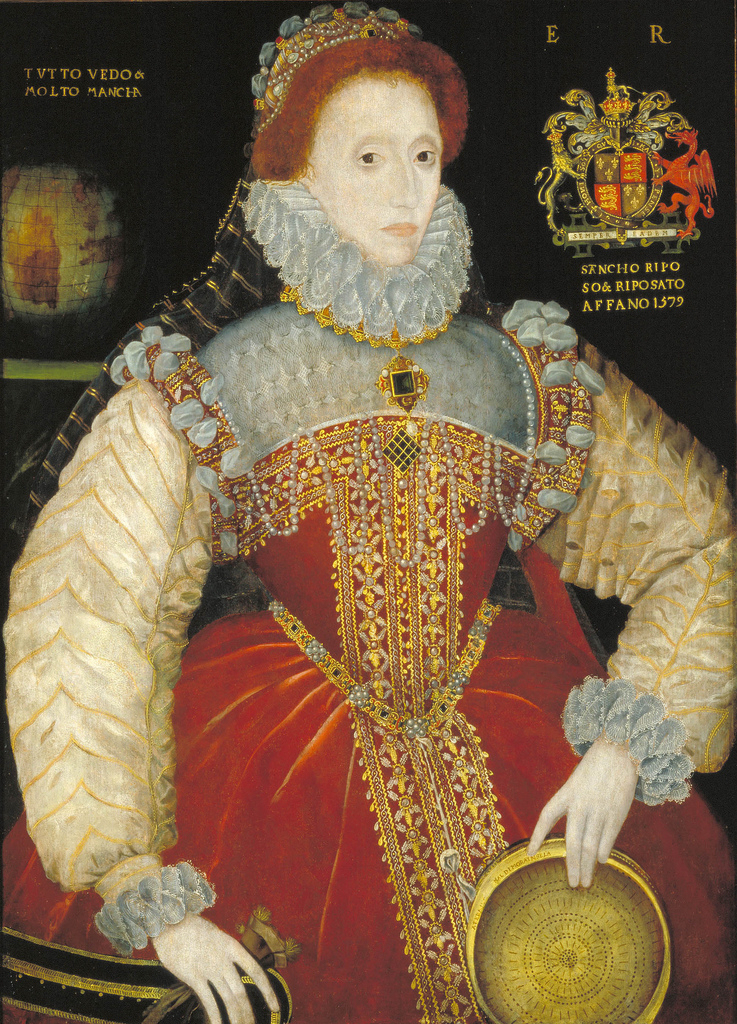
Plimpton Sieve Portrait, av Gower, 1579.

En serie porträtt av drottningen där ett såll används som symbol för jungfrulighet (på engelska kallas dessa Sieve Portraits) utgår från den ansiktsmall som Darnley Portrait utgör och lägger till en symbolisk framställan av drottningen som Tuccia, en vestal som bevisade sin jungfruliga oskuld genom att bära ett såll fullt med vatten från floden Tibern till Vestas tempel utan att spilla en droppe. Det första av dessa Sieve Portraits målades av George Gower år 1579, men det porträtt som haft störst inflytande är versionen från 1583 av Quentin Metsys (eller Massys) den yngre.

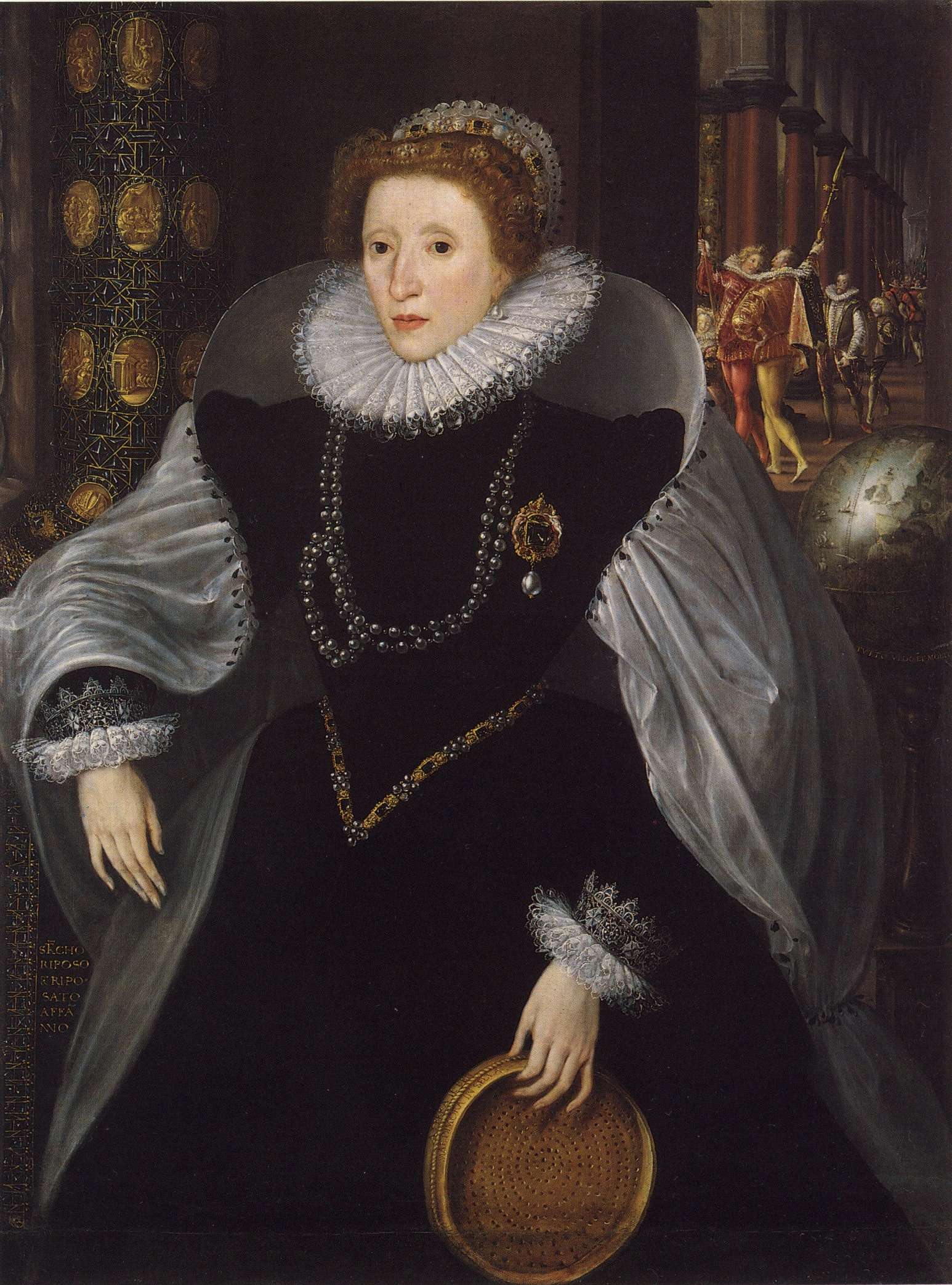
Sienna versionen av Sieve Portrait, av Metsys d.y. 1583.

I Metsys version av målningen är Elisabet omgärdad av symboler för imperium, däribland en pelare och en jordglob – symboler som skulle återkomma i många porträtt av drottningen från 1580- och 1590-talen främst det berömda Armada Portrait från cirka år 1588. Medaljongerna på pelaren till vänster om drottningen visar historien om Dido, drottning av Karthago och Aeneas, Brutus anfader som var prins av Troja, och symboliserar att likt Aeneas är Elisabets öde att frånsäga sig äktenskap för att kunna grunda ett imperium. Den som lät måla porträttet var sannolikt sir Christopher Hatton vars sköldmärke, en vit hind, kan ses på ärmen på en av hovmännen i bakgrunden, och verket kan vara en protest mot förslaget att Elisabet skulle gifta sig med Frans Hercule av Anjou.
Den vestaliska jungfrun Tuccia var välbekant för den elisabetanska publiken genom Francesco Petrarcas "Dygdens triumf". Ytterligare en symbol från detta verk är den fläckfria hermelinen, prydd av ett halsband i guld besatt med topaser. Denna symbol för renhet kan ses i Ermine Portrait från 1585, vanligtvis tillskrivet  William Segar. Drottningen bär på fredens olivkvist och rättvisans svärd vilar på bordet vid hennes sida. I kombination representerar dessa symboler inte enbart Elisabets personliga renhet utan även rättfärdigheten och rättvisan i hennes regering.

### Att åskådliggöra imperium

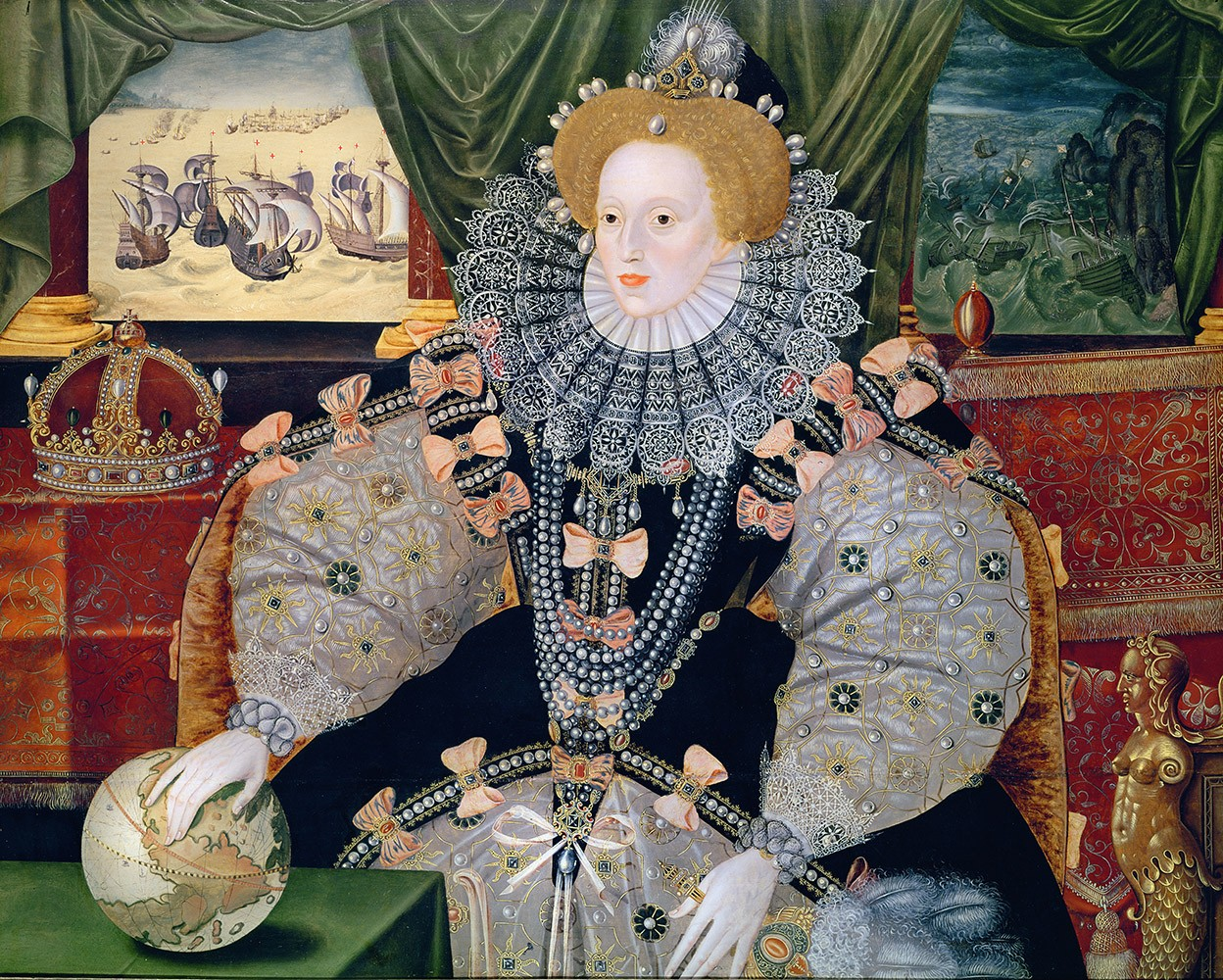
Woburn Abbey-versionen av Armada Portrait, cirka år 1588.

Det berömda Armada Portrait är en allegorisk målning på träpanel som avbildar drottningen omgiven av symboler för imperium mot en bakgrund som visar hur den spanska armadan besegras år 1588.
Det finns tre versioner av porträttet kvar, utöver en mängd senare kopior. Den version som hänger på Woburn Abbey, hertigens av Bedford residens, anses vara utförd av George Gower som utnämndes till Serjeant Painter år 1581.  En version som återfinns på National Portrait Gallery, som har beskurits på båda sidor så att enbart porträttet av drottningen finns kvar, anses också vara utförd av Gower.  En tredje version, som ägs av familjen Tyrwhitt-Drake, kan ha målats på uppdrag av sir Francis Drake. Forskarna är eniga om att denna version har utförts av en annan konstnär, vilket man kan se på att tekniken och sättet att måla drottningens anletsdrag markant skiljer sig från de båda andra.
Armada Portrait är den första gången ett porträtt av drottningen i naturlig storlek kombineras med ett horisontellt format, även om allegoriska porträtt med horisontellt format såsom Elisabet I och de tre gudinnorna och Henry VIII:s familj, en allegori över Tudordynastin är tidigare än Armada Portrait.

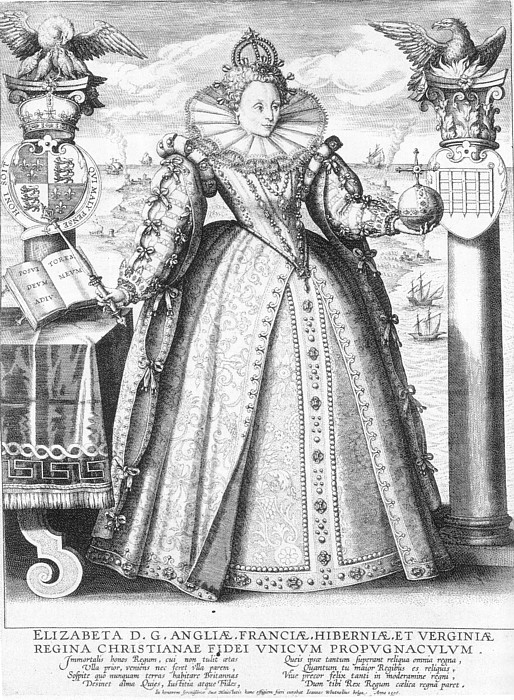
Etsning av Crispijn van de Passe, 1596

Drottningens hand vilar på en jordglob under Englands kungakrona, "hennes fingrar täcker de amerikanska kontinenterna för att antyda Englands överhöghet på haven och planer på att expandera in i den Nya världen.  På drottningens båda sidor står pelare, vilket antagligen är en referens till Karl V, far till Filip II av Spanien, som hade Herkules pelare som sin personliga heraldiska symbol som representerade porten mot Atlanten och den Nya världen.
I bakgrunden till vänster ses engelska brandskepp hota den spanska flottan, och till höger drivs armadan mot en klippig kust bland stormens vågor av den protestantiska vinden. Symboliskt kan bilden ses som att Elisabet vänder ryggen mot stormen och mörkret medan solen skiner i den riktning hon vänder sitt ansikte mot.
En etsning av Crispijn van de Passe (Crispin van de Passe), som tillverkades 1596 men som visar klädmode från 1580-talet uppvisar en liknande ikonografi. Elisabet står mellan två pelare som förevisar hennes vapen och huset Tudors sköldmärke. Pelarna kröns av drottningens emblem, en pelikan och en fenix, och havet är fyllt av skepp bakom henne.

### Elisabet-kulten

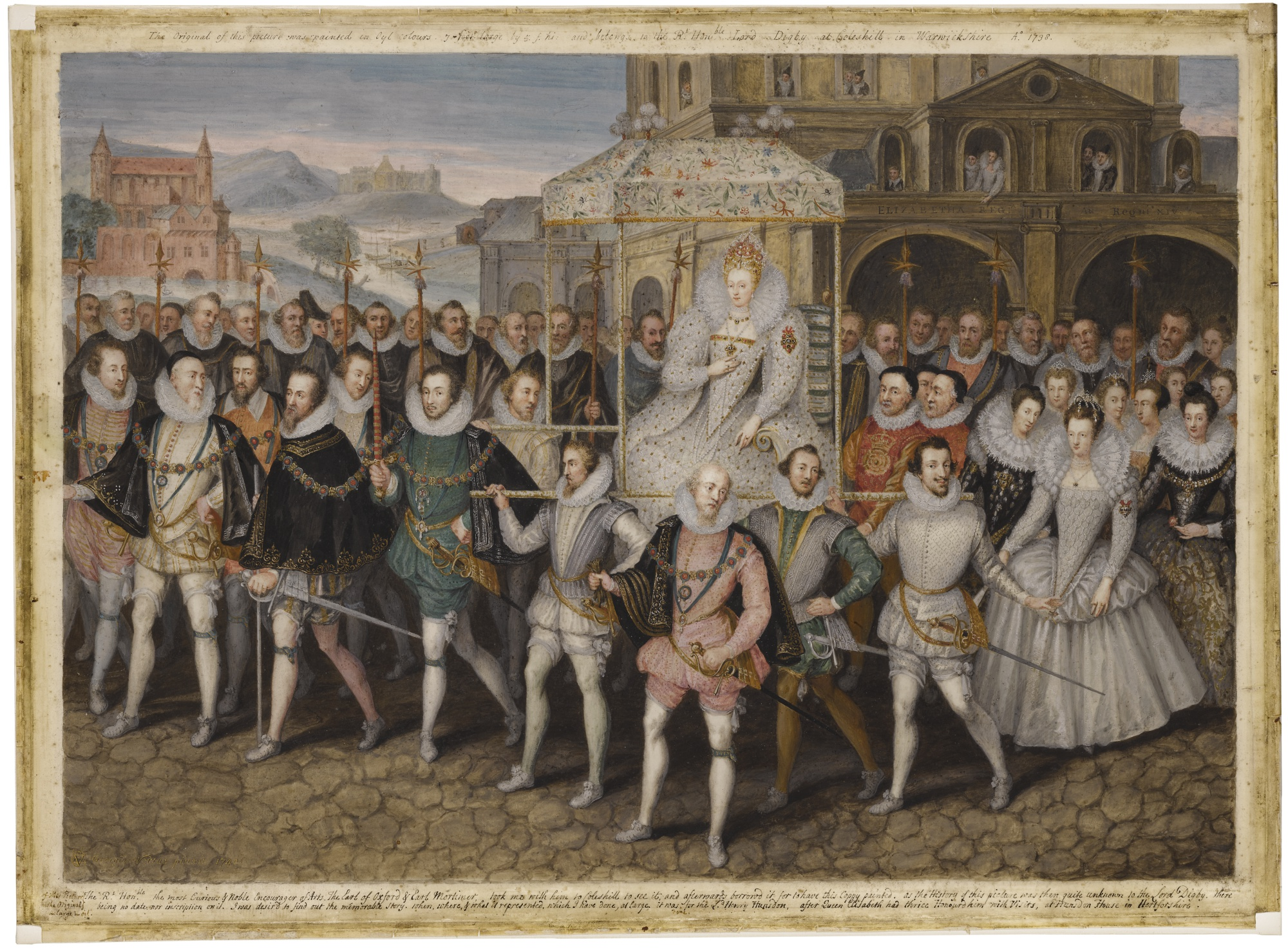
Procession Portrait, cirka 1600, Robert Peake d.ä.

De olika ingredienser hämtade från antik mytologi och symbolik som kom att utvecklas till ikonografin kring Elisabet bildade en mycket komplex bild- och idévärld under åren efter den spanska armadan. I poesin, porträttkonsten och ceremonierna hyllades drottningen som Astraea, den rättvisa jungfrun som enligt mytologin blev stjärnbilden Virgo, och samtidigt som Venus, kärlekens gudinna. Ett annat sätt att i upphöjdhet framställa drottningens jungfruliga renhet var att avbilda henne som Diana eller Artemis, liknelser som även blev vanliga inom poesin kring år 1580 och användes av bland annat sir Walter Raleigh. Bilder av Elisabet med juveler i form av nymånen eller en jägares pilar börjar förekomma inom bildkonsten kring år 1586, och blir sedan allt vanligare. Hovmännen bar drottningens bild för att visa sin hängivenhet, och lät sig avbildas i hennes färger, svart och vitt.
Ditchley Portrait förefaller alltid ha återfunnits i det hus i Oxfordshire som tillhörde Elisabets Champion (ceremoniell förkämpe), sir Henry Lee of Ditchley och som sannolikt målades för att högtidlighålla drottningens två dagar långa besök i Ditchley år 1592. Målningen tillskrivs Marcus Gheerearts d.y. och med stor sannolikhet satt drottningen modell för porträttet. Drottningen är avbildad när hon står på en karta över England, hennes fötter är placerade i Oxfordshire. Porträttet har beskurits och bakgrunden har tämligen oskickligt blivit övermålad, varvid inskriptionen och sonnetten har blivit ofullständiga. Det stormar bakom Elisabet, medan solen skiner framför henne, och hon bär ett smycke i form av en himlakropp nära sitt vänstra öra. Det finns många versioner av detta porträtt, antagligen i Gheeraerts verkstad, där de allegoriska föremålen avlägsnats och Elisabets anletsdrag mildrats för att inte längre vara lika realistiska som i originalet. En av dessa versioner skickades som en diplomatisk gåva till Ferdinando I de' Medici och återfinns i Palazzo Pitti.
I Procession Portrait kan vi se hur Elisabet bärs som en gudinna av sina dyrkande hovmän, som alla blottat sina huvuden inför drottningen i nästan religiös underkastelse. Hon framstår som vacker och ung, trots att bilden tillkommit under de sista åren av hennes liv, ett förslag har varit att bilden föreställer en procession hon företog till Blackfriars år 1600. Drottningen återges på ett sätt som ska alludera till romerska återgivningar av triumftåg, där kejsaren färdades under en triumfbaldakin. Elisabet omges av sex stycken riddare av Strumpebandsorden, för att visa på hennes majestät. Processionen kan ha ägt rum i samband med ett bröllop, och ett par som kan vara brud och brudgum finns med i bilden, men det är den upphöjda, stålande drottningen som är i fokus.

### Den sista sittningen och ungdomens mask

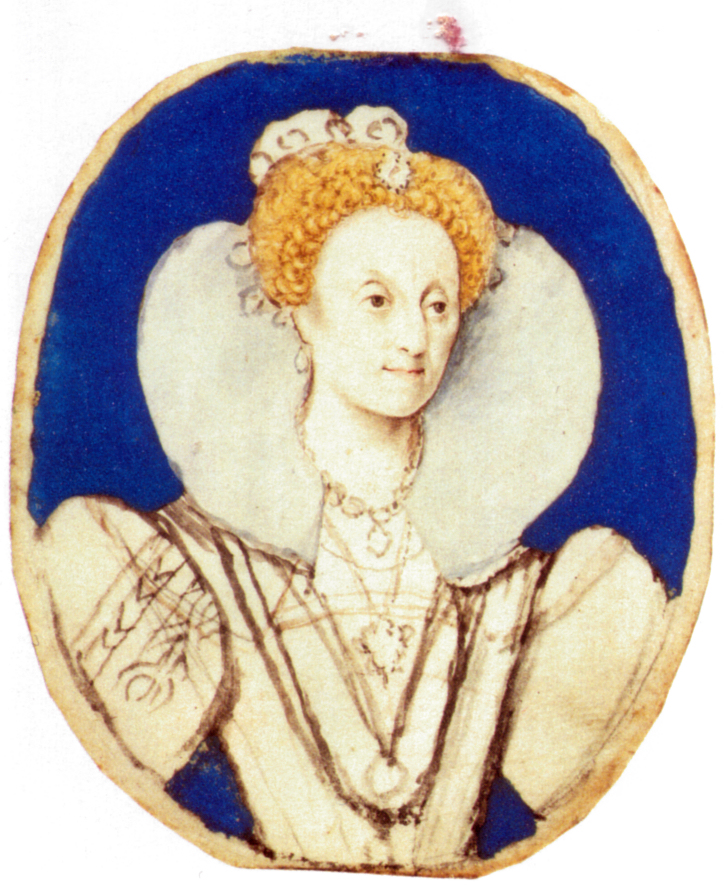
Ofullbordad miniatyr av Oliver, cirka 1592.

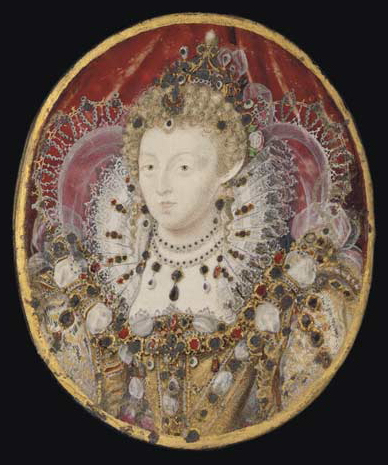
Nyligen återfunnen miniatyr av Hilliard, 1595–1600.

Kring år 1592 satt drottningen också modell för Isaac Oliver som var elev till Hilliard och som målade en ofullbordad miniatyr av Elisabet (vänster) som sedan använts som mall till flera etsningar av drottningen. Endast en fullbordad miniatyr som använt denna mall finns kvar och där har drottningens ansiktsdrag mildrats, varför Strong drar slutsatsen att den ursprungligen realistiska återgivningen av drottningens drag inte vann bifall.
Fram till 1590-talet hade träsnitt och etsningar av drottningen förekommit som bokillustrationer, men under detta decennium börjar man framställa individuella tryck av drottningen, som baserades på ansiktsmallen som Oliver målade. År 1596 beordrade drottningens Privy Council att icke-godkända porträtt av Elisabet, som hade gjort henne "mycket vred" skulle sökas upp och brännas, och Strong menar att dessa tryck, som är ganska få till antalet, kan ha varit de bilder som orsakade vrede hos drottningen. Strong skriver "Det måste ha varit att utsättas för Gheeraerts och Olivers avslöjande realism som framkallade beslutet att undanröja alla avbildningar av drottningen som visade henne på något sätt åldrad och dödlig liksom andra.
Inga porträtt finns kvar, daterade mellan 1596 och Elisabets död år 1603, som visar den åldrande drottningens ansiktsdrag på ett realistiskt sätt. Alla bilder som tillkom efter 1596 utgår från de ansiktsmallar som skapades av Nicholas Hilliard någon gång på 1590-talet och som av konsthistoriker brukar kallas "ungdomens mask". Dessa visar Elisabet som evigt ung. Sexton miniatyrer av Hilliard och hans verkstad som baseras på dessa mallar är kända, de har sedan kombinerats med olika dräkter och juveler som antagligen har målats med drottningen som levande förebild. Dessa miniatyrer har sedan utgjort förebild för övriga porträtt som målades under perioden.

### Kröningsporträtten

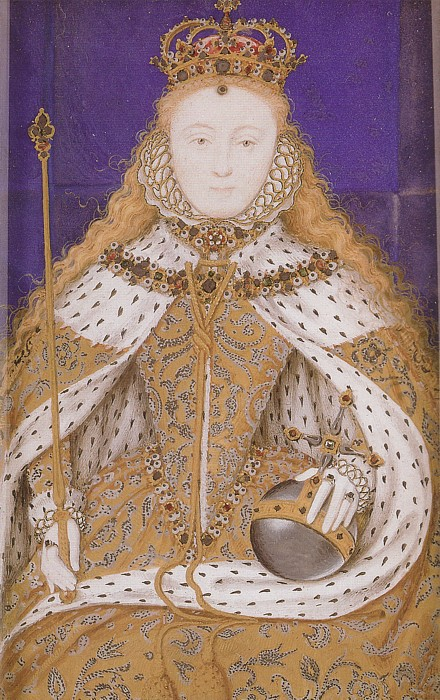
Hilliard, cirka 1600.

Två porträtt av Elisabet i hennes kröningsdräkt har överlevt, båda är daterade 1600 eller strax efter. Det ena är ett porträtt utfört i olja på träpanel och det andra är en miniatyr av Nicholas Hilliard. Ordern till drottningens skräddare att låta sy om den kröningsdräkt av guldtyg som färdigställts inför Maria I:s kröning så att den skulle kunna användas av Elisabet finns kvar, och kostymhistorikern Janet Arnold har genom sin forskning funnit att dessa två målningar på ett korrekt sätt återger kröningsdräkten såsom den beskrivs av källorna, även om juvelerna är lite olika återgivna på de båda målningarna, vilket skulle kunna tyda på att de är baserade på olika källor varav den ena kan vara en miniatyr av Levina Teerlinc. Det är inte känt varför, och åt vem, målningarna färdigställts vid tidpunkten för drottningens död eller kort därefter.

### Rainbow Portrait

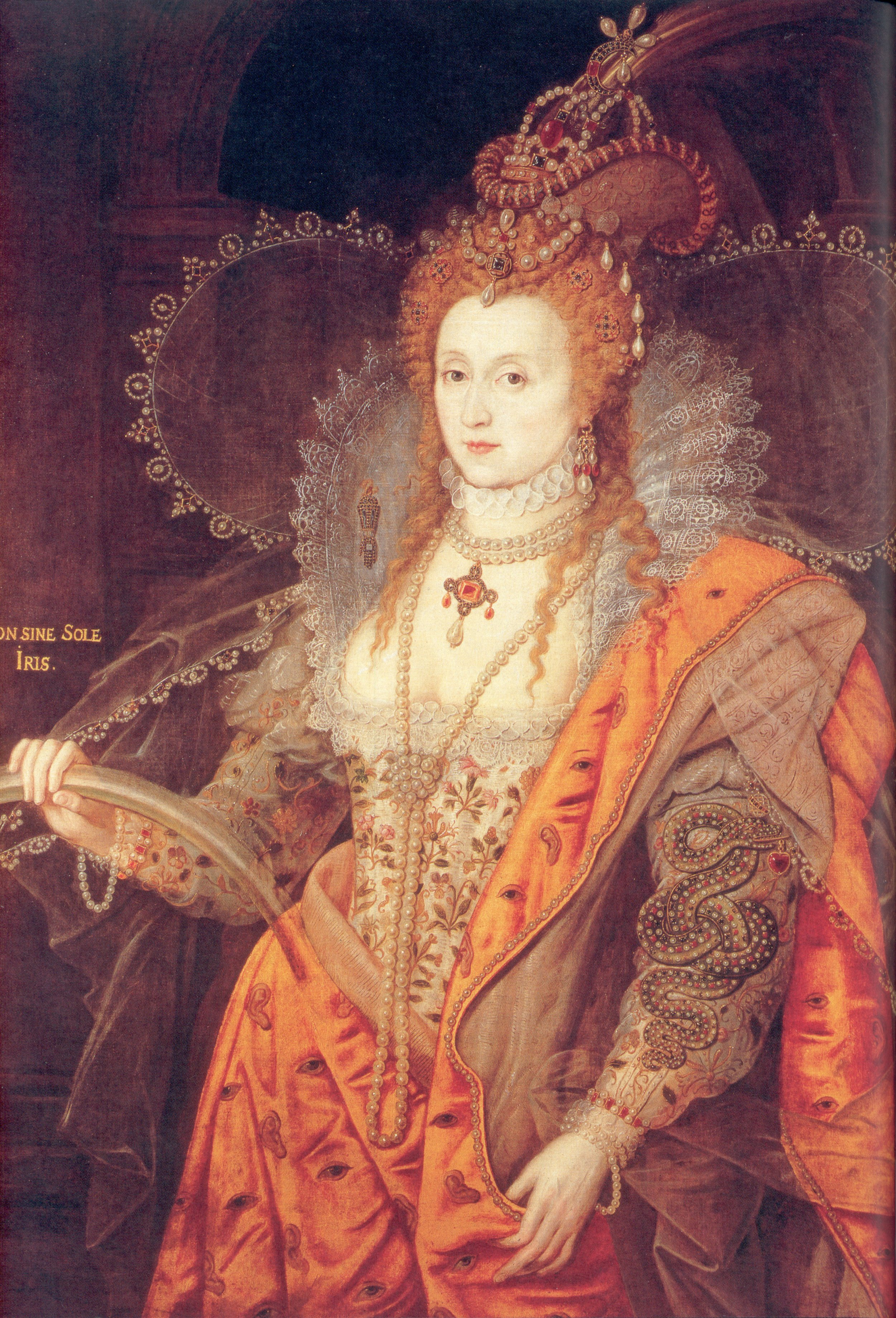
Rainbow Portrait, cirka 1600–02, tillskrivet Isaac Oliver.

Rainbow Portrait, som tillskrivs Isaac Oliver är kanske det porträtt av drottningen som är mest symbolladdat. Det målades kring åren 1600–1602 när drottningen var över sextio år gammal. På denna målning framträder en tidlös Elisabet klädd som till maskerad i en dräkt prydd med broderade vårblommor och en mantel draperad över ena axeln medan hennes hår hänger löst under en fantastisk hårprydnad. Hon är prydd med ett stort antal symboler: manteln är översållad med ögon och öron, himlakroppar och visdomens orm och hon bär en regnbåge med inskriptionen non sine sol iris ("ingen regnbåge utan solen").  Strong menar att den mångbottnade symboliken i målningen kan härstamma från verk av poeten John Davies, vars Hymns to Astraea som skrevs till drottningens ära i hög grad använder samma symbolspråk, och han menar att målningen kan ha beställts av Robert Cecil så att den kunde utgöra en del av dekoren när Elisabet besökte honom år 1602. Han lät då bygga ett "altare till Astraea" som en del av underhållningen som skulle visa sig bli de sista stora festligheterna under Elisabets regeringstid.

## Böcker och mynt

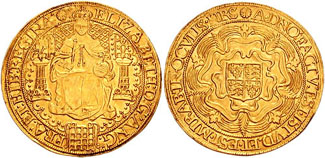
Gold Sovereign (engelskt mynt) från 1585.

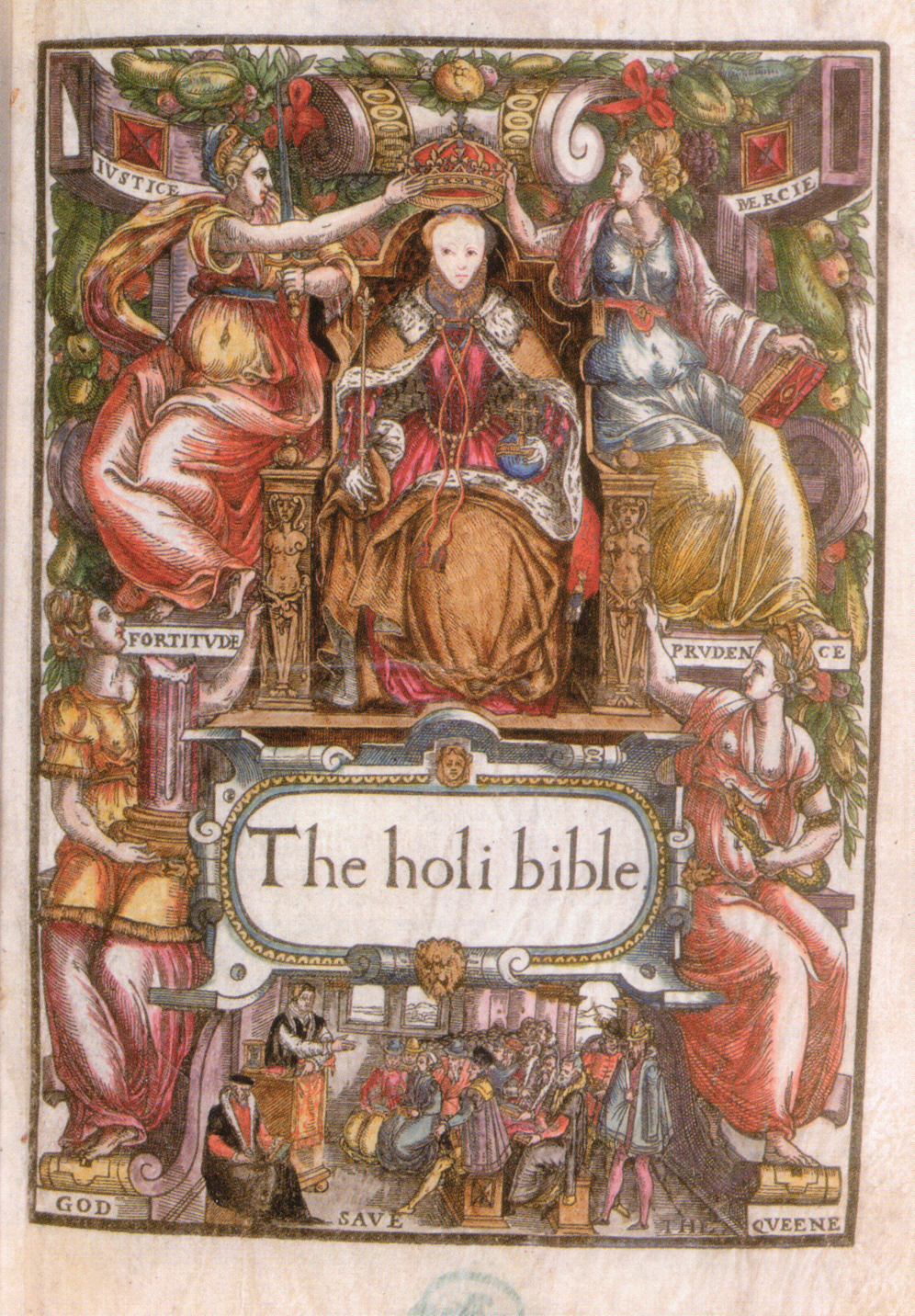
Färglagt försättsblad till Bishops' Bible, 1569, British Museum.

Innan bilder av drottningen började tryckas och spridas under 1590-talet torde vanligt folk i England ha varit bekanta med hennes bild mest genom mynt. I december 1560 genomförde drottningen en återkallning av alla mynt, för att genom nyutgåvor kunna komma till rätta med devalveringen. De nya mynten bestod bland annat av en shilling i sterling silver och övriga mynt i både silver och guld. Att Elisabet lyckades återställa myntvärdet var en av tre framgångar under hennes regering som kom att nämnas på hennes gravsten, vilket visar vilket värde hennes samtid gav åt en stabil valuta. Senare mynt visade drottningen enligt ikonografisk tradition med symboler för huset Tudor såsom tudorrosen och andra heraldiska emblem.
Böcker utgjorde en annan vida spridd källa för bilder av Elisabet. Hennes porträtt återfinns på försättsbladet till Bishops' Bible, den standardutgåva av bibeln som Church of England lät publicera år 1568 och som kom ut i reviderad utgåva år 1572. I dessa utgåvor avbildas Elisabet med sin spira.

## Att uttolka porträtten

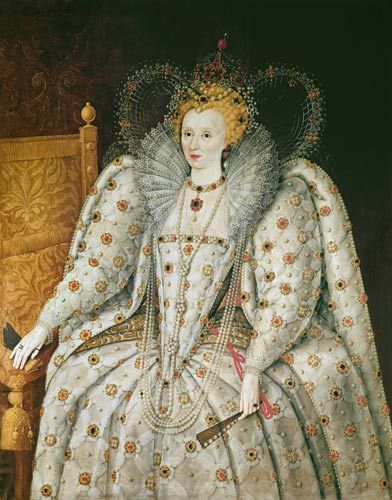
Porträtt i Palazzo Pitti, Florens.

Det kan vara omöjligt för en modern betraktare att se de hundratals återgivningarna av Elisabet på det sätt hennes undersåtar och samtida publik såg dem. Porträtten är fulla av klassisk mytologi och renässansidéer kring engelsk historia och Englands öde, och man har använt referenser till bland annat Francesco Petrarcas sonnetter och Edmund Spensers Faerie Queene som kan vara okända för en modern betraktare.  Dame Frances Yates påtalar att de porträtt som innehåller den mest komplicerade symboliken kan ha tillkommit för speciella händelser eller ha utformats för att vara del av speciella ceremonier. De välkändaste porträtten av Elisabet, Armada-, Ditchley- och Rainbow-porträtten, har samtliga kopplingar till specifika händelser på detta sätt. Då sammanhanget för andra porträtt kan ha gått förlorat kan de nödvändiga nycklarna för att nå en fullständig förståelse av porträtten nu saknas. Även de porträtt som inte uppenbarligen är fulla med symbolik kan ha underförstådda betydelser som nutida betraktare och forskare inte längre uppfattar. Elisabetanska hovmän som var utbildade i blomspråk och hade läst italienska böcker om emblem och heraldik skulle omedelbart ha kunnat läsa in betydelser i de blommor drottningen bär, broderierna på hennes dräkter och utformningen av hennes smycken.
Roy Strong uttrycker problematiken så här: 
Rädsla för fel användning och uppfattning av visuella budskap dominerar den elisabetanska eran. Före reformationen härskade idén att bilder, särskilt religiösa sådana, var en del av det de föreställde. Varje utveckling av teknik som kunde förstärka denna kvalitet uppmuntrades. Denna idé omkullkastades, vilket kan förklara de elisabetanska konstnärernas oförmåga att ta till sig den utveckling inom konsten som skedde företrädesvis i Italien. De kände uppenbarligen till utvecklingen men, och detta är centralt för att kunna förstå den elisabetanska porträttkonsten, de valde att bortse från den. I stället gick man tillbaka till att låta bildkonsten presentera tematik som byggde på tecken och symboler genom vilka betraktaren skulle kunna uttolka den underliggande betydelsen i verket. På detta sätt verbaliserade man bildkonsten, förvandlade den till en form av litteratur, en text, som skulle "läsas" av betraktaren. Det finns inga bättre exempel på detta än porträtten av drottningen själv, vilka, i ökande grad under hennes regeringstid, kom att utforma en samling abstrakta mönster och symboler arrangerade på ett icke-realistiskt sätt åt betraktaren att uttolka. Genom att göra detta skulle betraktaren kunna få tillgång till en inre vision av monarkins innebörd.

## Galleri

### Drottningen och hovet

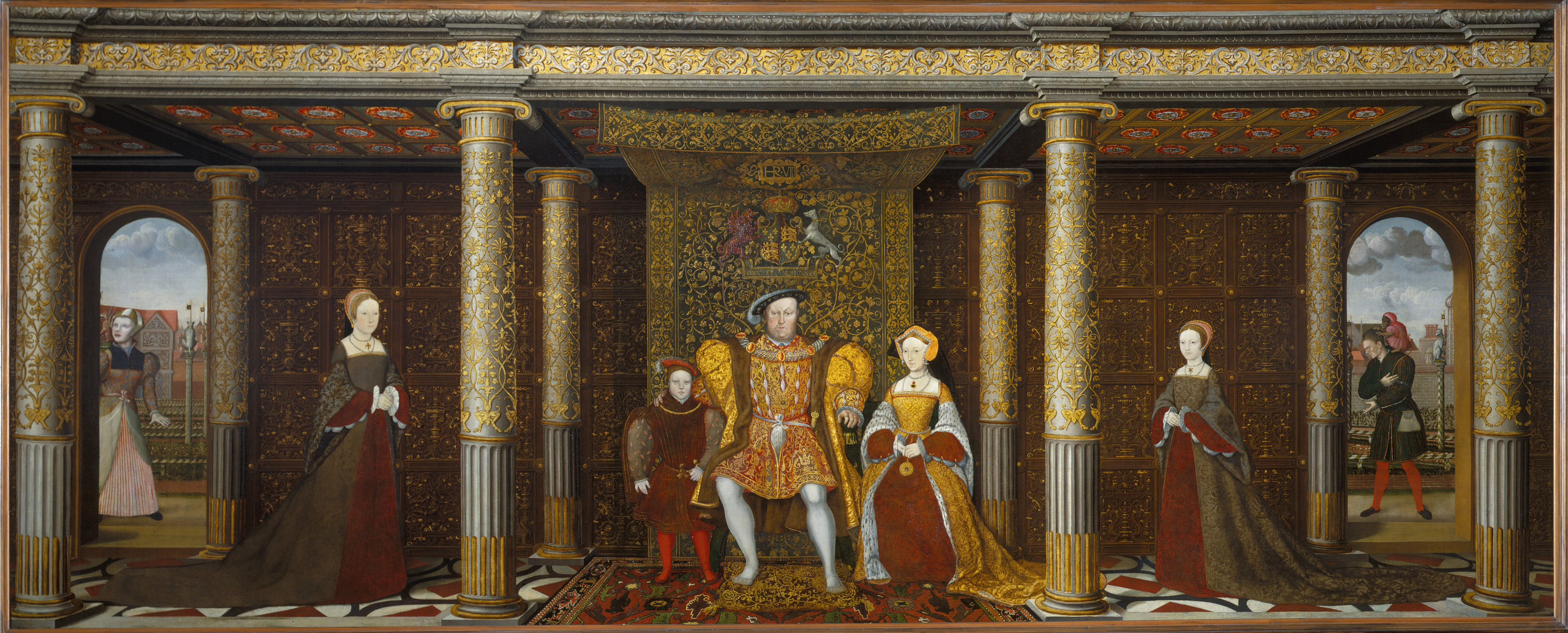
Okänd konstnär, Henrik VIII:s familj, med Elisabet till höger, cirka 1545.
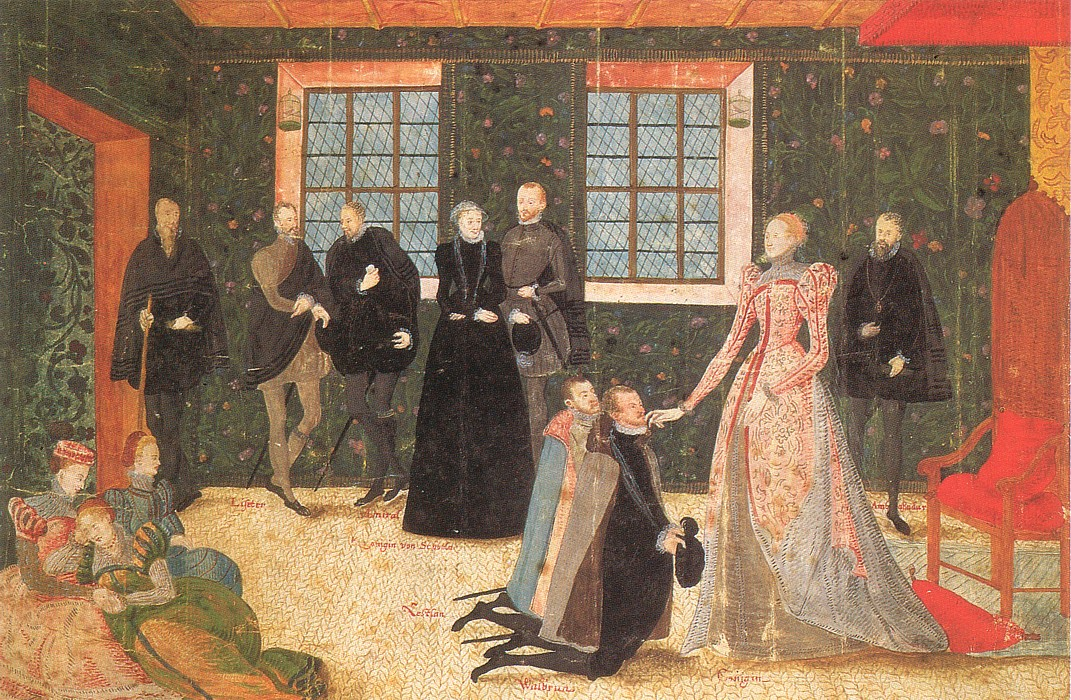
Elisabet och ambassadörerna, tillskriven Levina Teerlinc, cirka 1560.
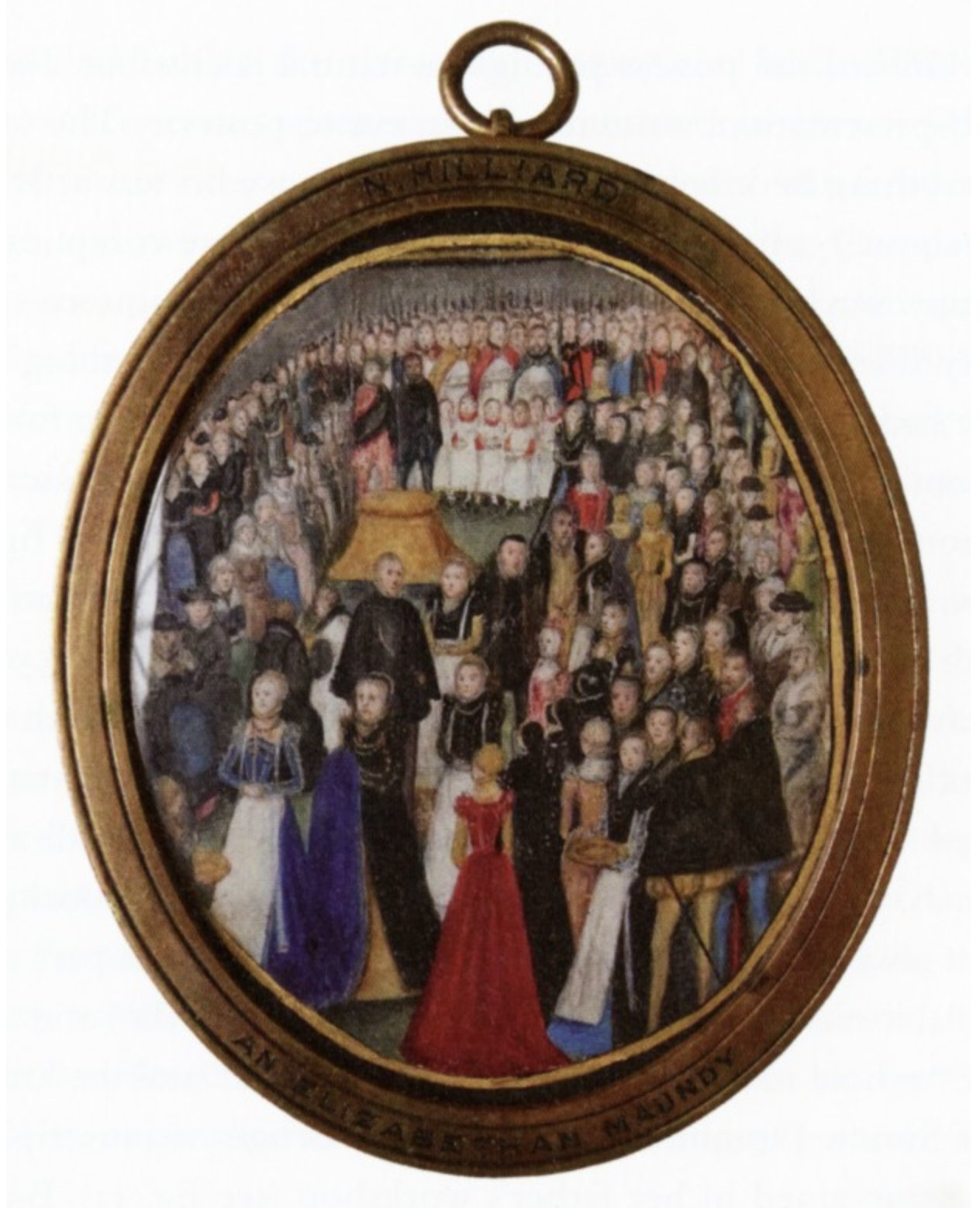
En elisabetansk Maundy, miniatyr av Teerlinc, cirka 1560.
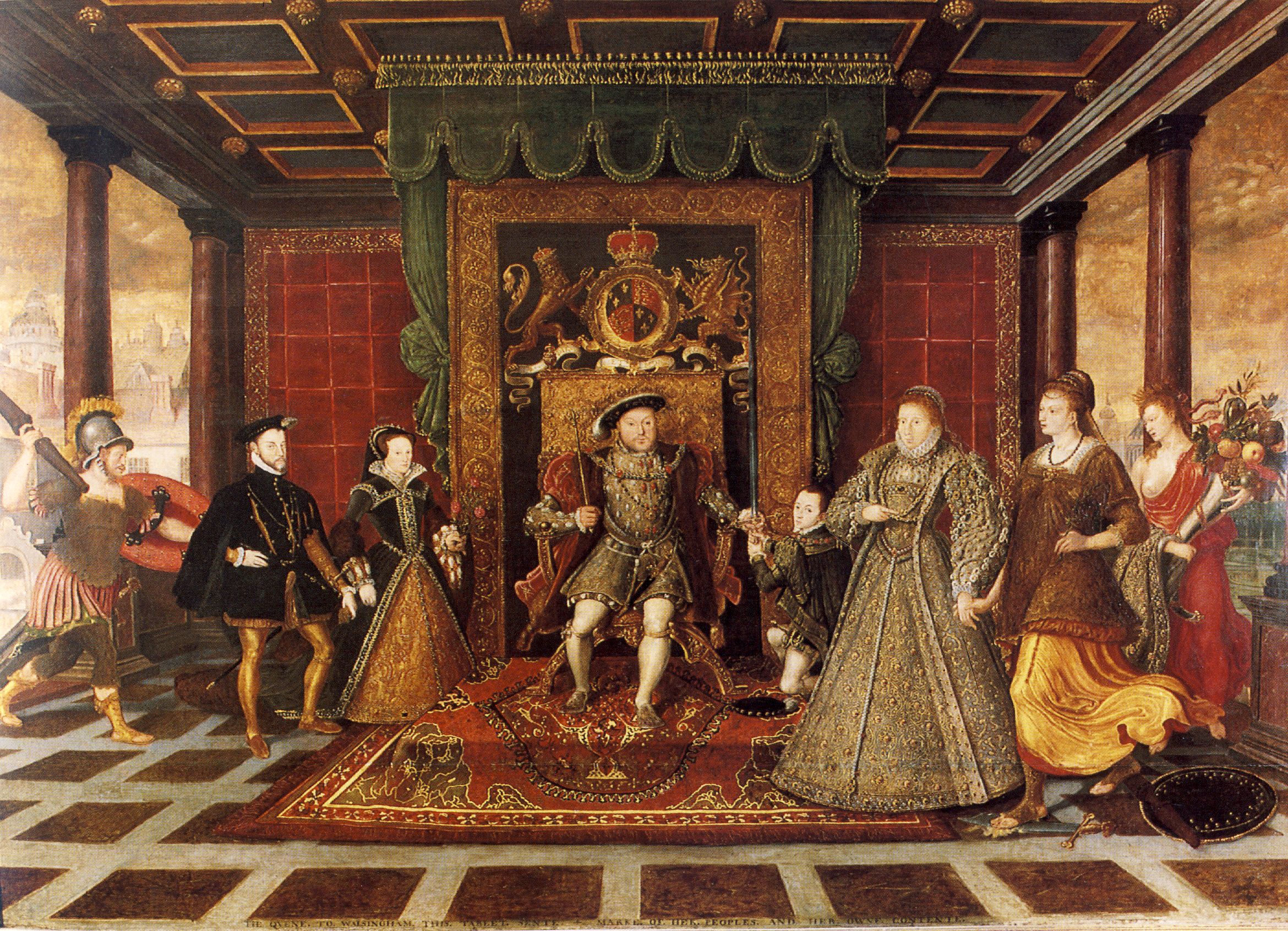
Henrik VIII:s familj, en allegori över tudordynastin, 1572, tillskriven Lucas de Heere.

### Porträttminiatyrer

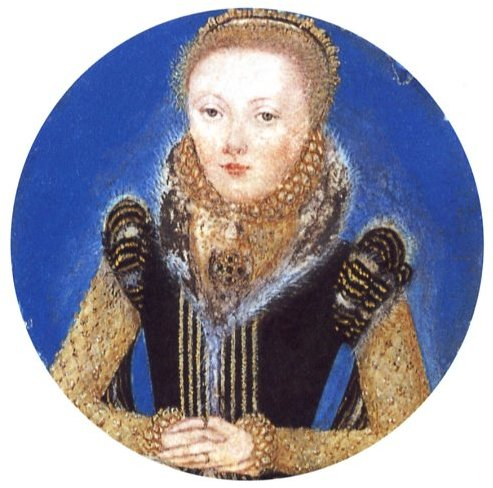
Teerlinc, cirka 1565.
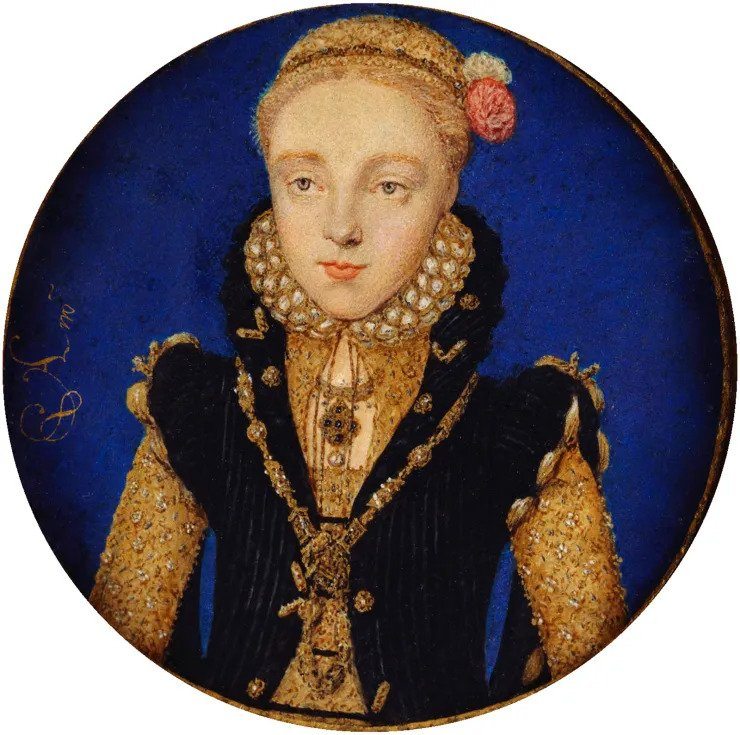
Teerlinc, cirka 1565.
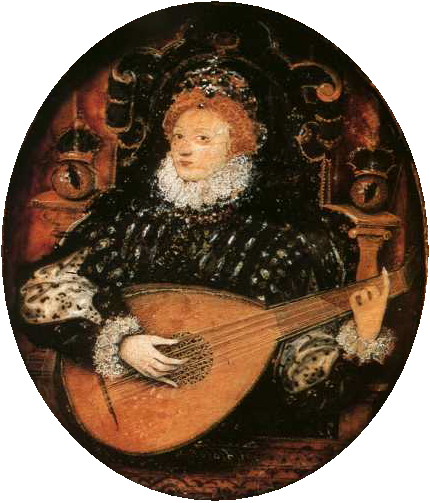
Hilliard, cirka 1580.
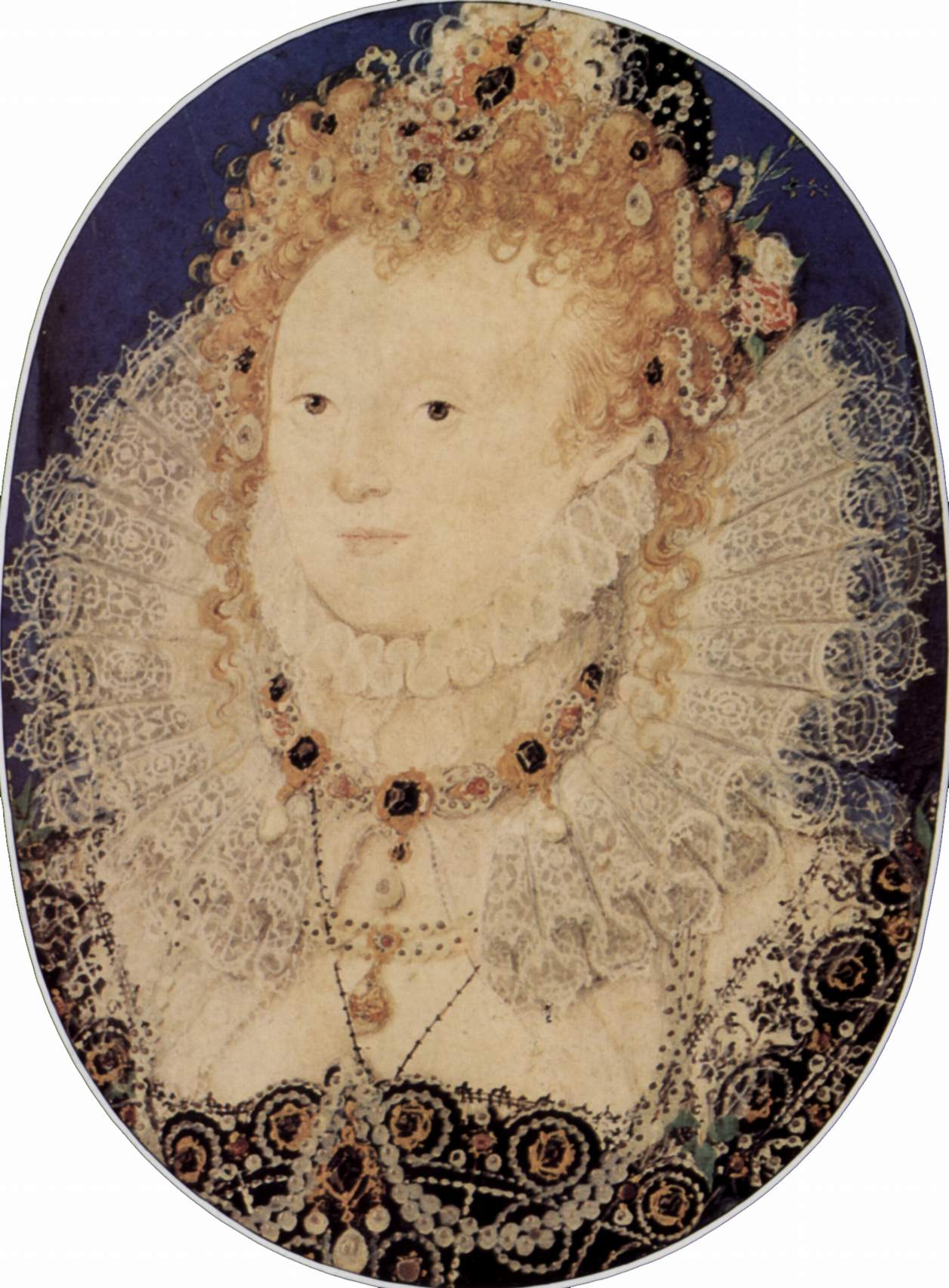
Hilliard, cirka 1590.
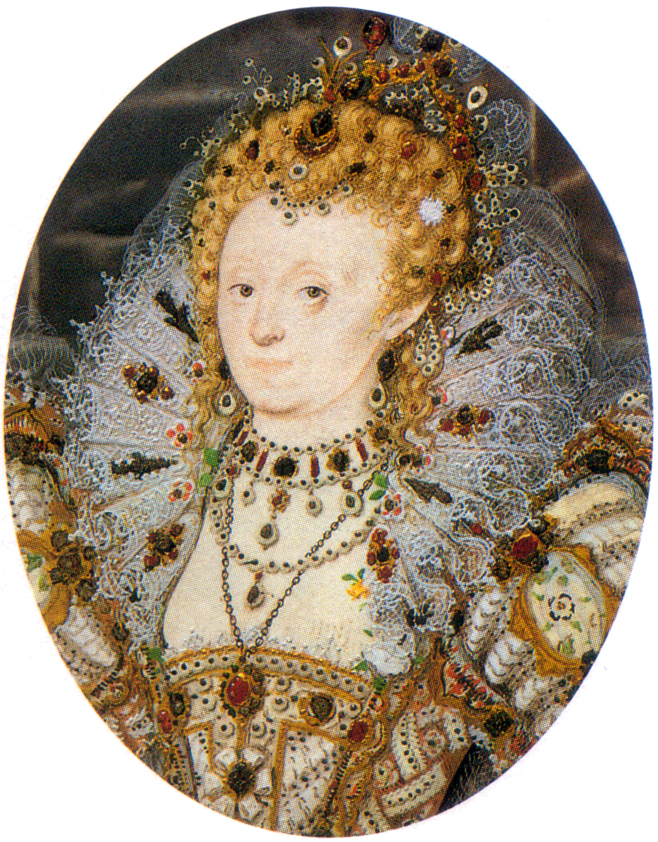
Hilliard, 1595–1600.

### Porträtt

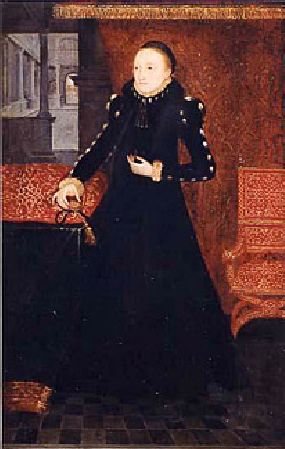
Okänd konstnär, cirka 1559.
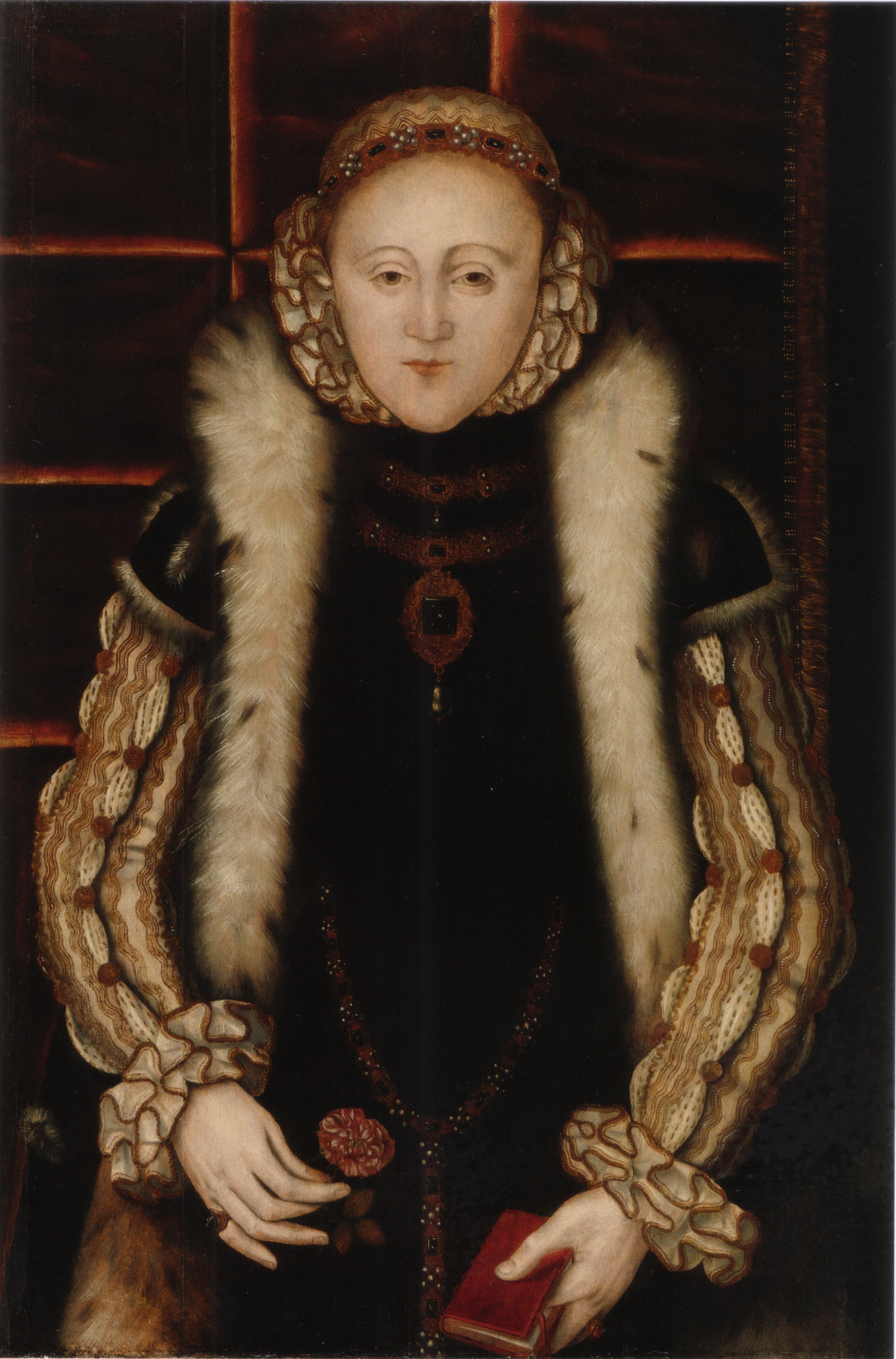
cirka 1560.
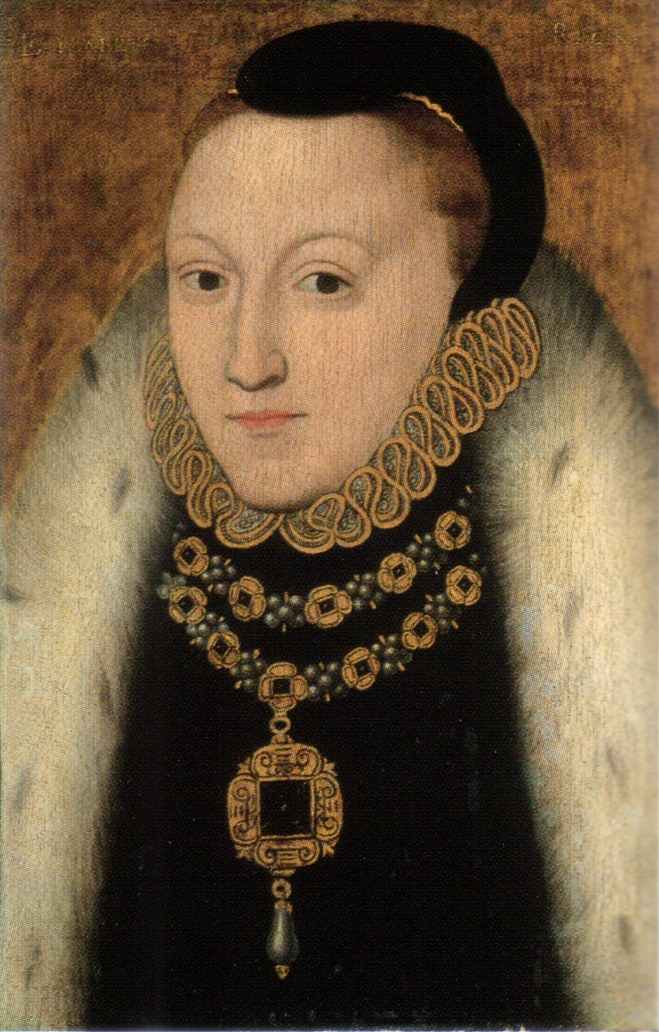
Okänd konstnär, 1560–1565.
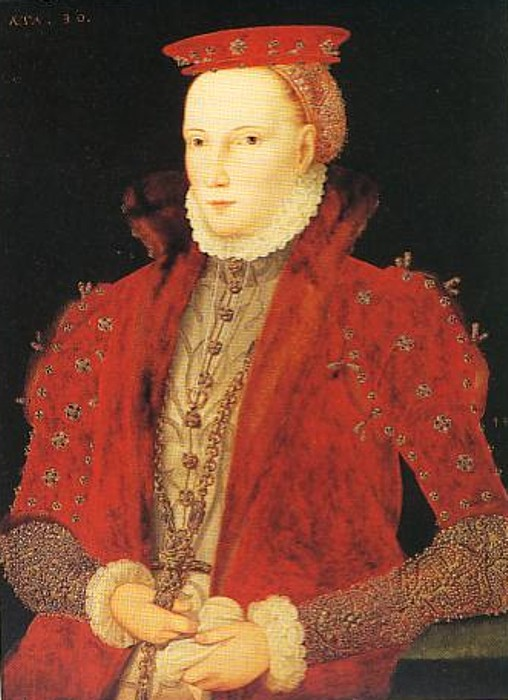
Gripsholm Portrait, 1563.
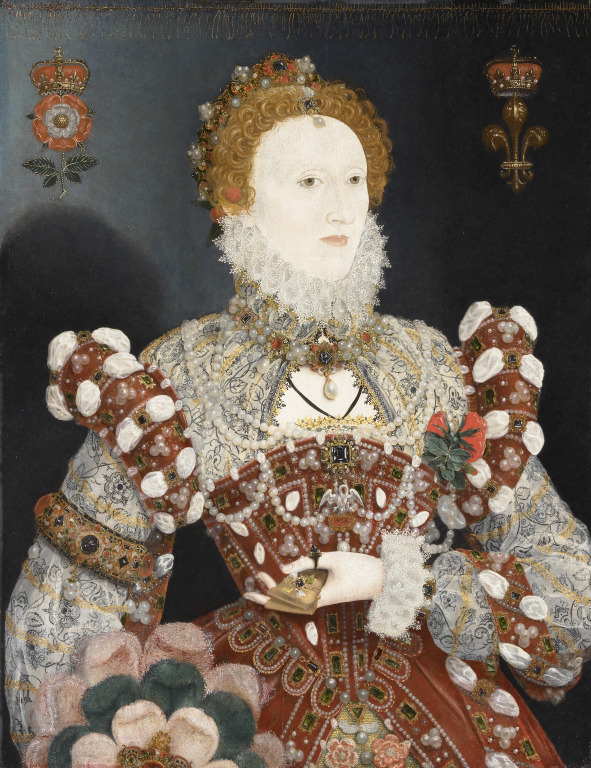
The Pelican Portrait, cirka 1575, av Hilliard.
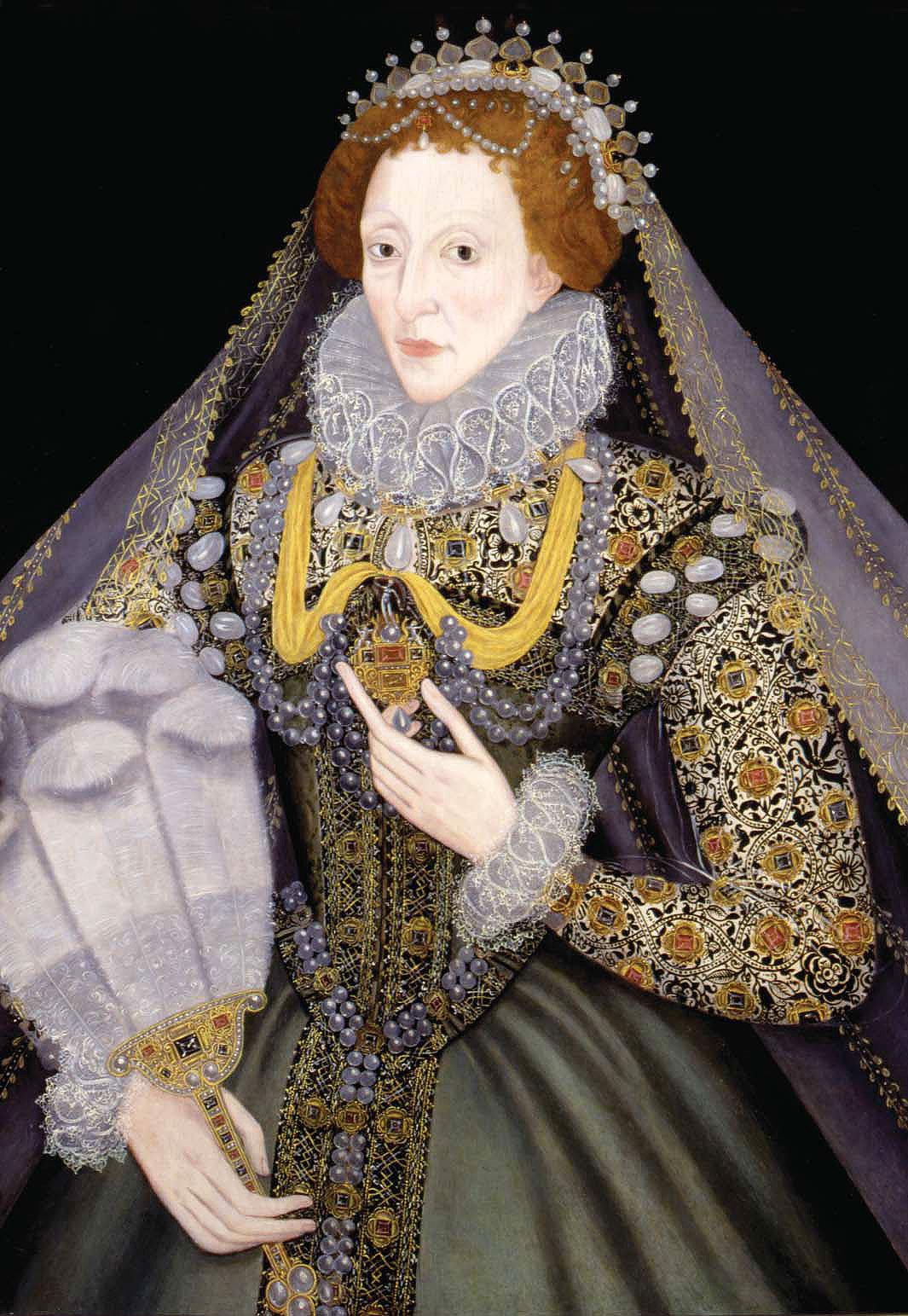
Okänd konstnär, 1570-talet.
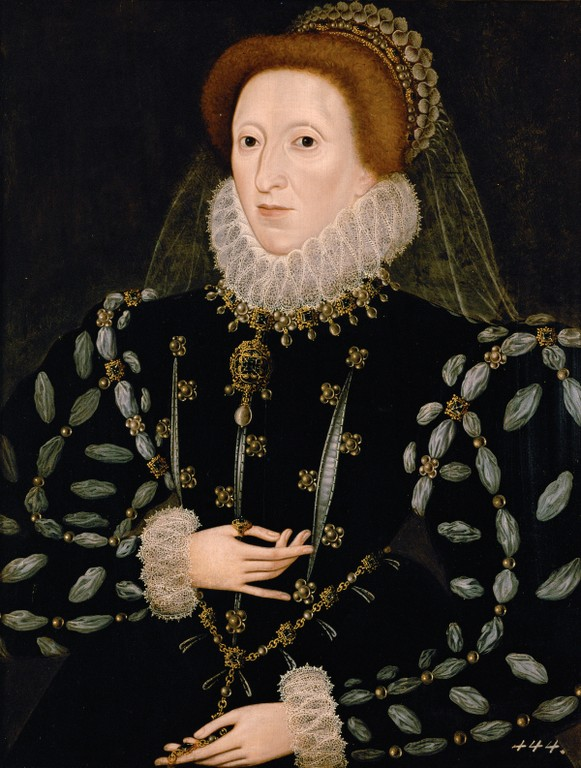
Schloss Ambras Portrait, okänd konstnär, 1575–1580.
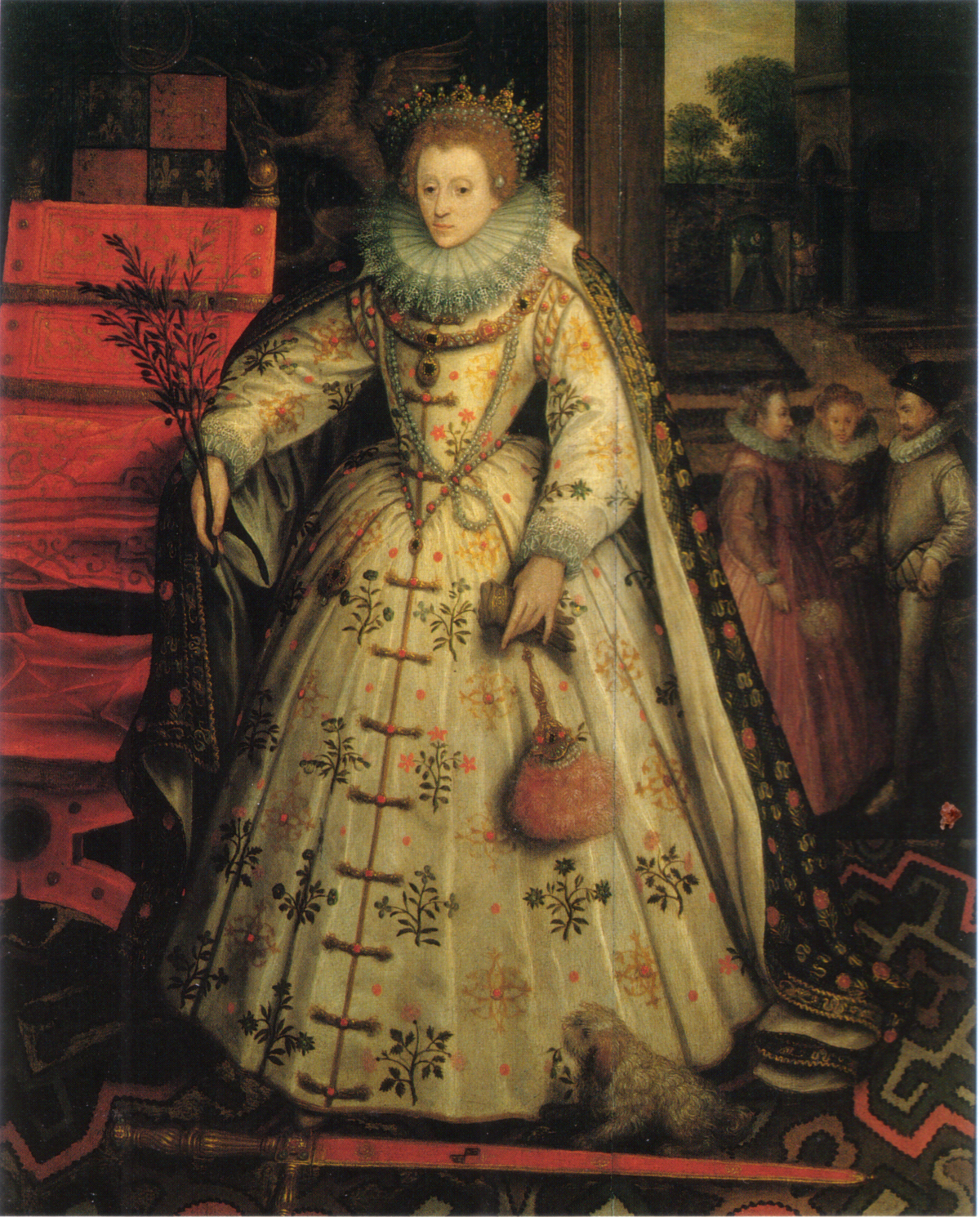
Welbeck eller Wanstead Portrait, 1580–85, Marcus Gheeraerts d.ä.. Elisabet håller i en olivkvist som symboliserar fred.
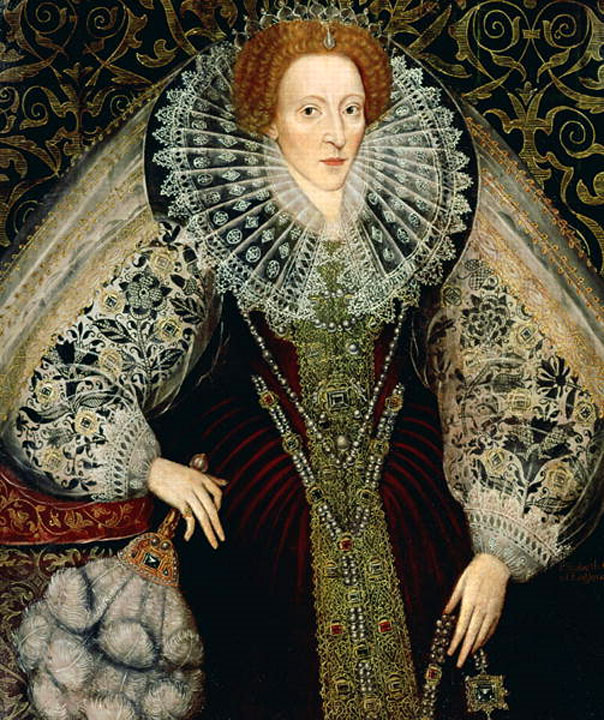
Ett av fem kända porträtt som tillskrivits John Bettes d.y. eller hans verkstad. cirka 1585–1590.
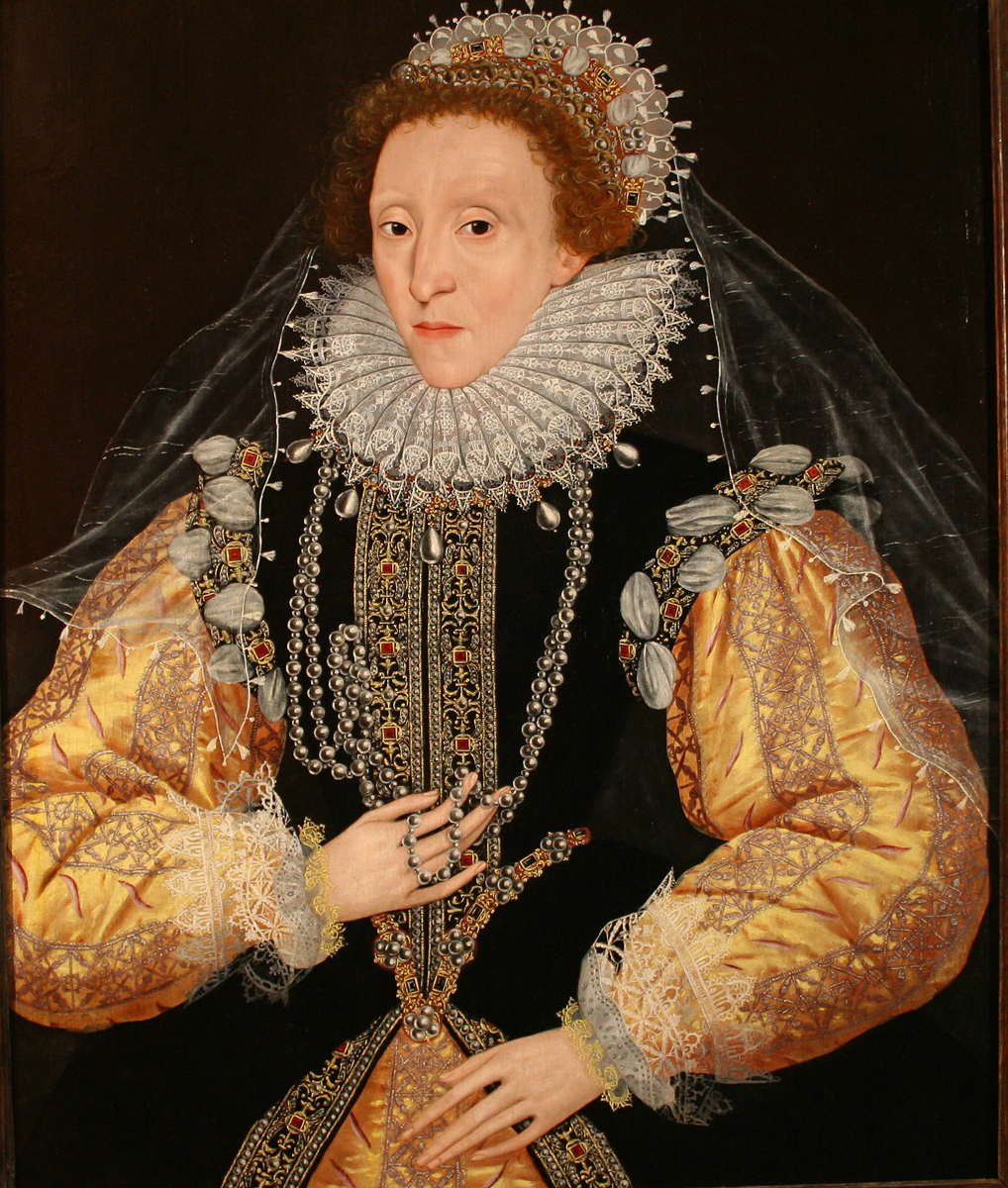
Drewe Portrait, 1580-talet, George Gower.
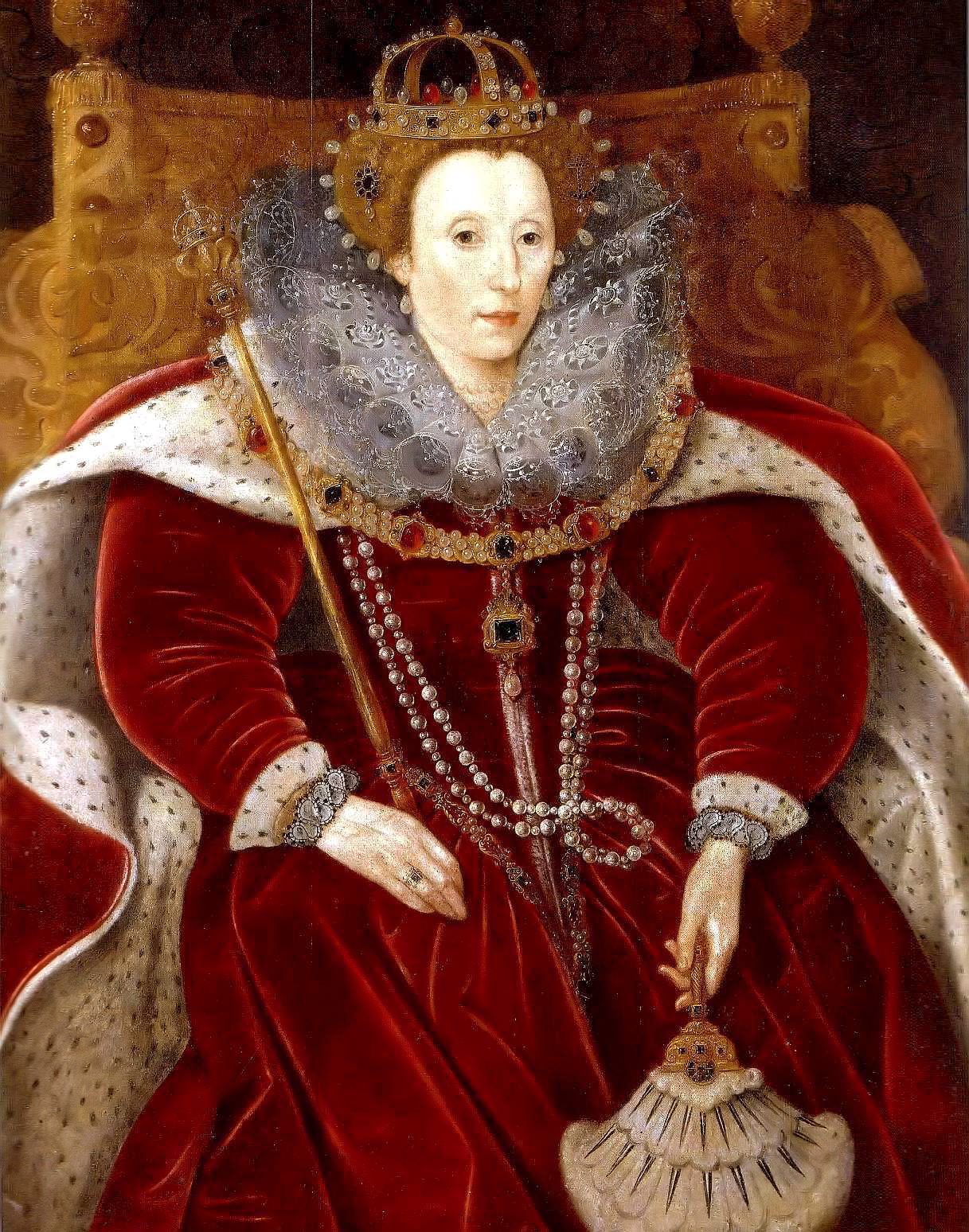
I Parliamentdräkt, 1585-90, tillskrivet Marcus Gheeraerts d.y.
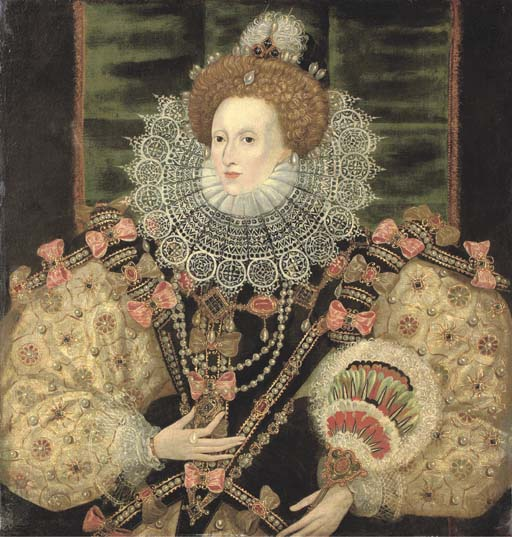
Version av Armada Portrait, George Gower, cirka 1588.
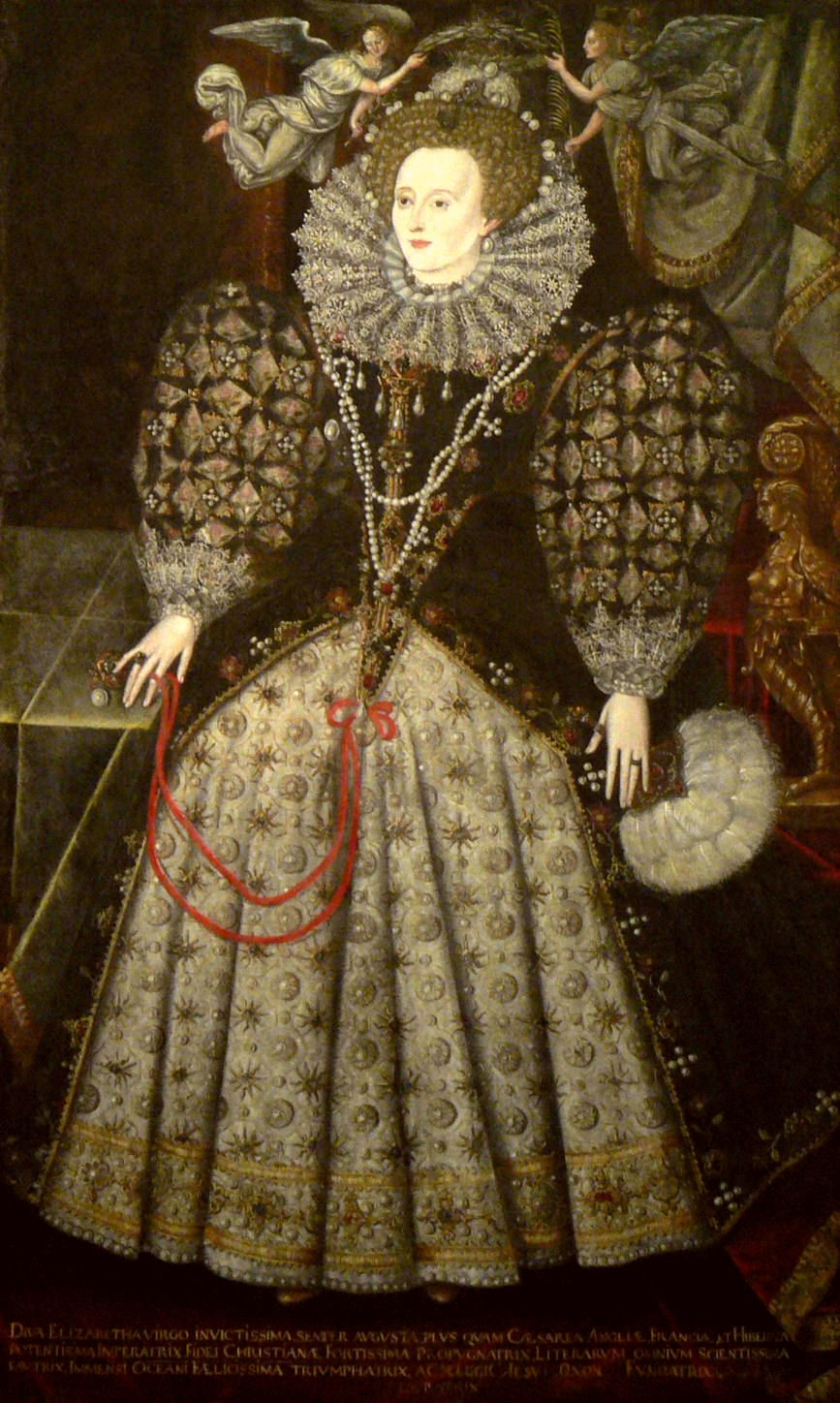
Jesus College Portrait, cirka 1590, tillskrivet Hilliard.
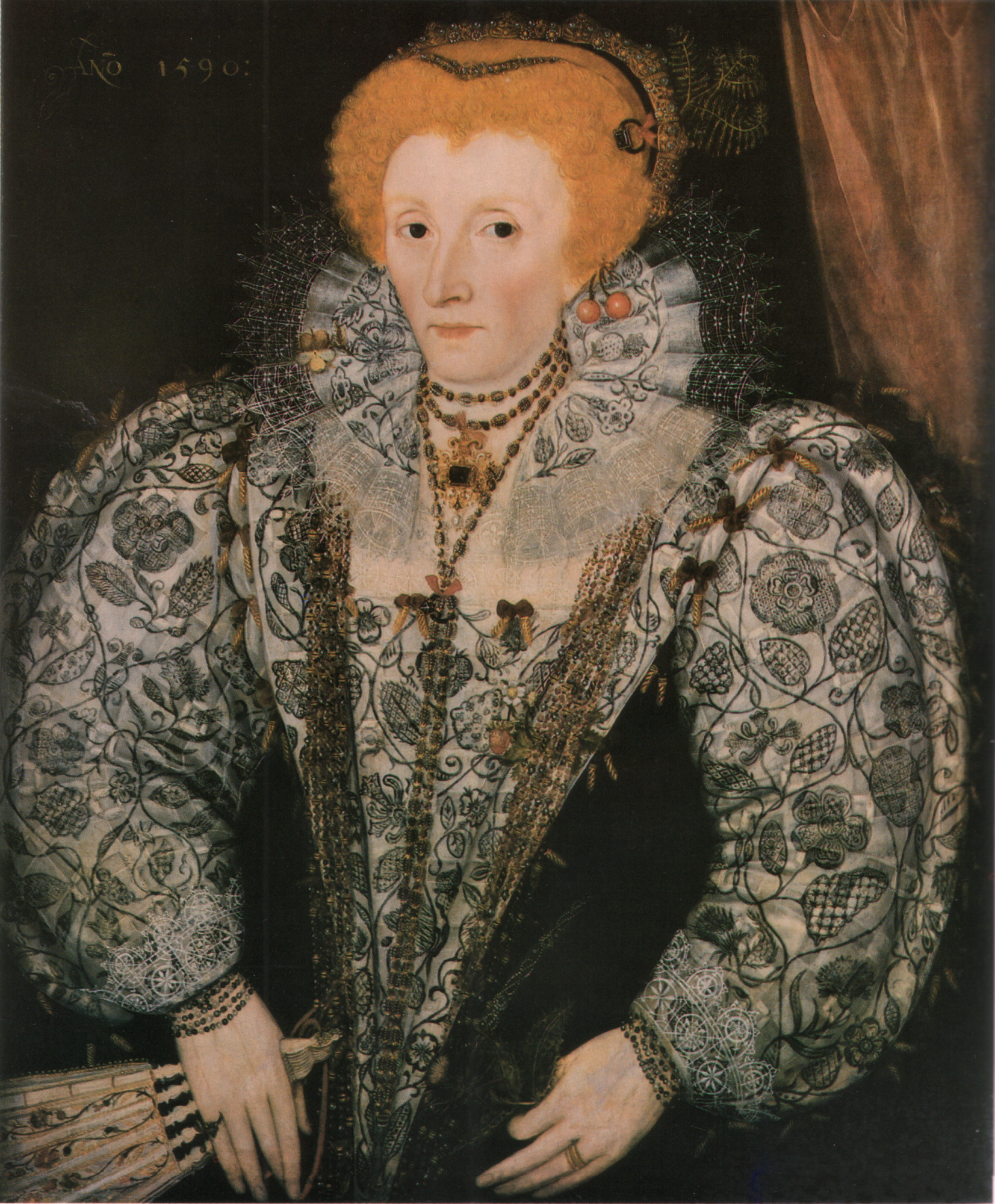
Ännu ett porträtt från Jesus College, okänd konstnär, cirka 1590.
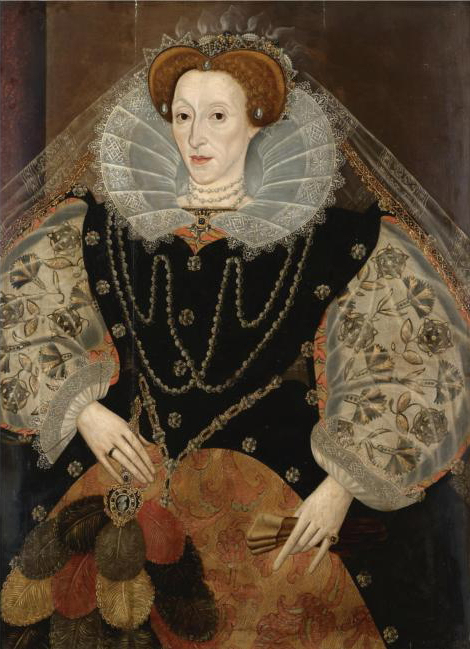
Porträtt av okänd konstnär, cirka 1595.
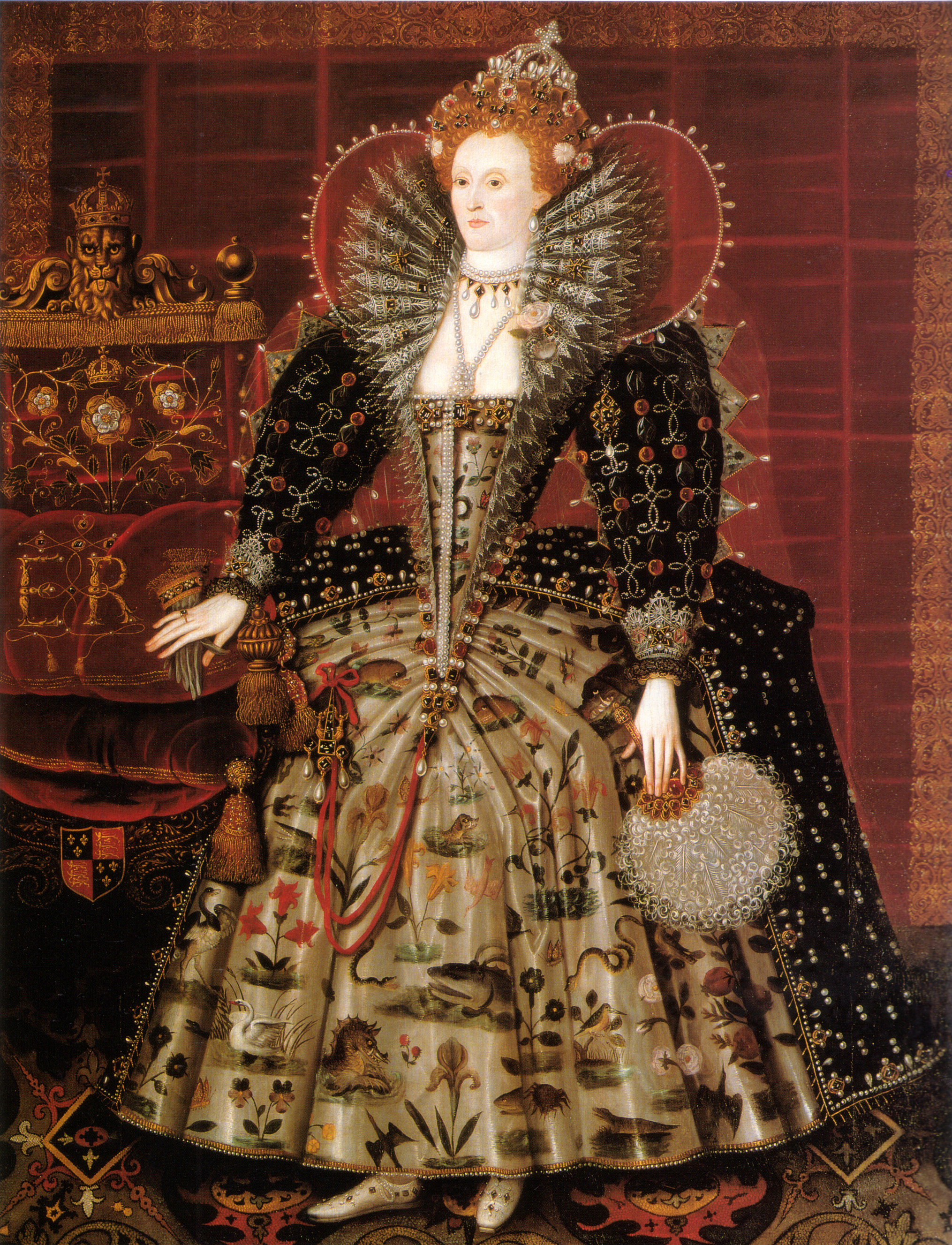
Hardwick Hall Portrait, ungdomens mask, Hilliards verkstad, cirka 1599.

### Avbildade medaljonger och sigill

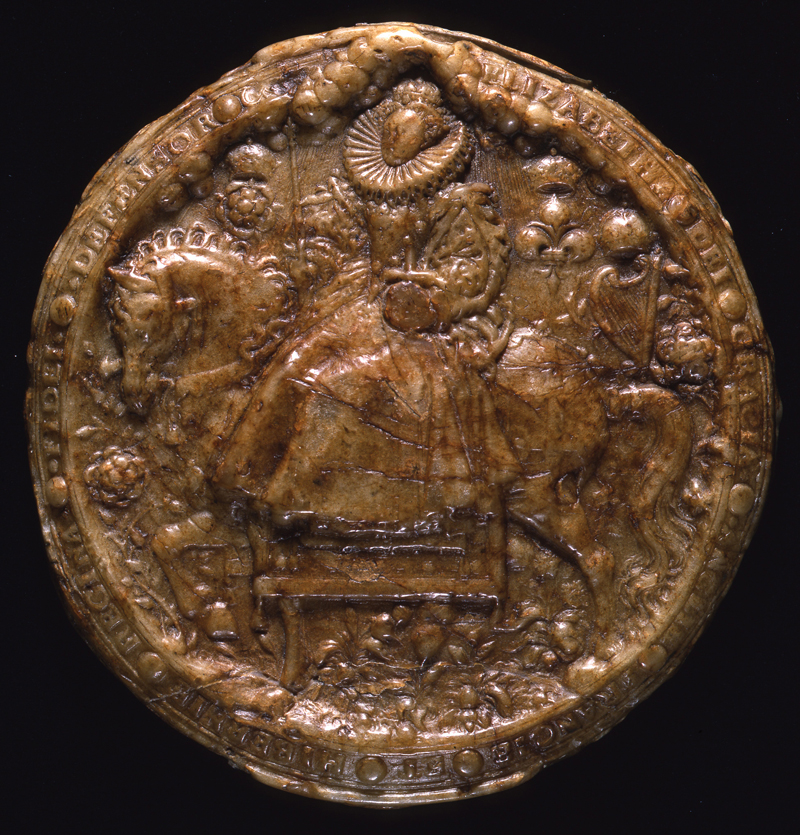
Drottning Elisabets Great Seal (statssigill)
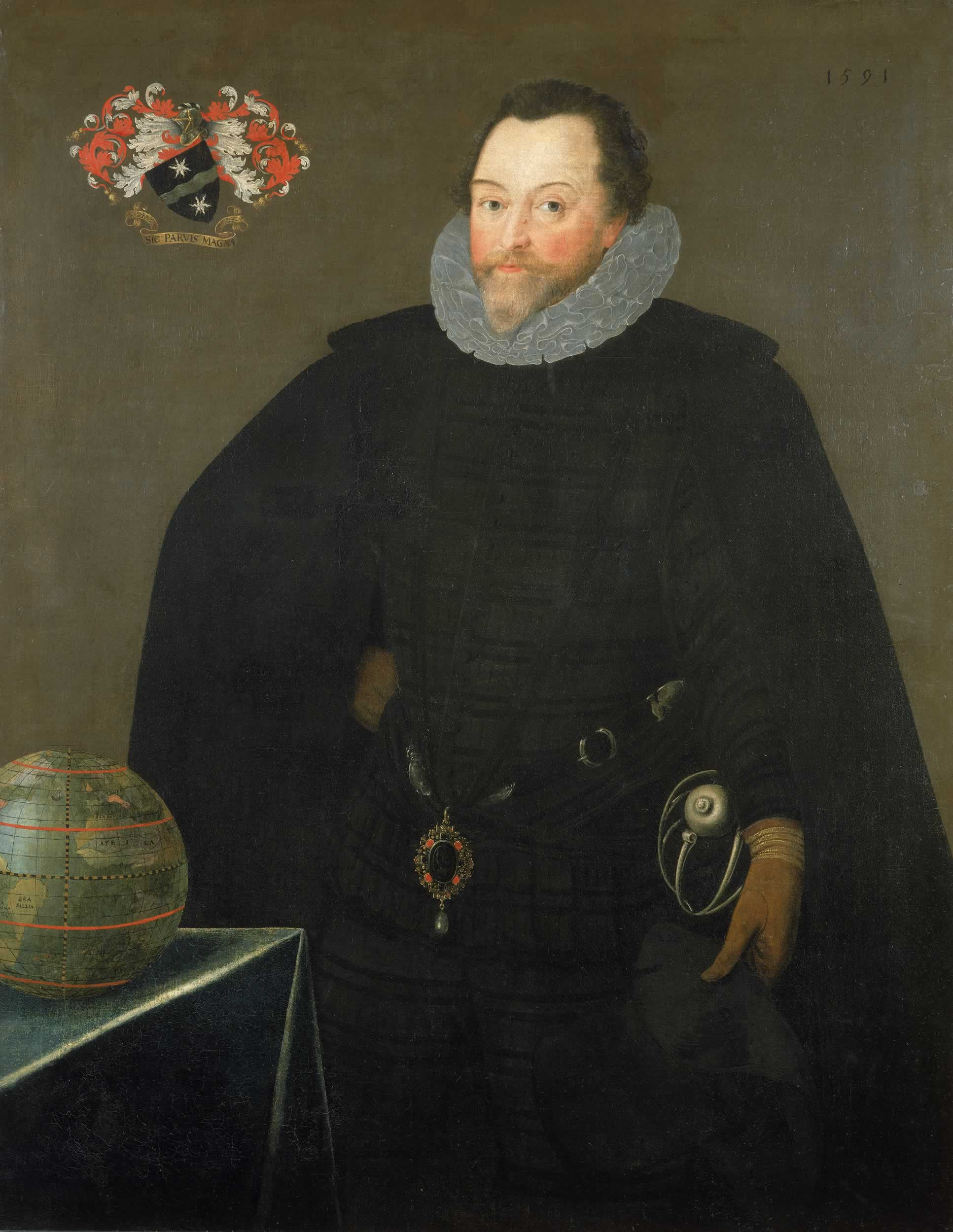
Sir Francis Drake bär Drake Pendant en medaljong med en kamé föreställande drottningen.  Gheeraerts the Younger, 1591.

### Teckningar

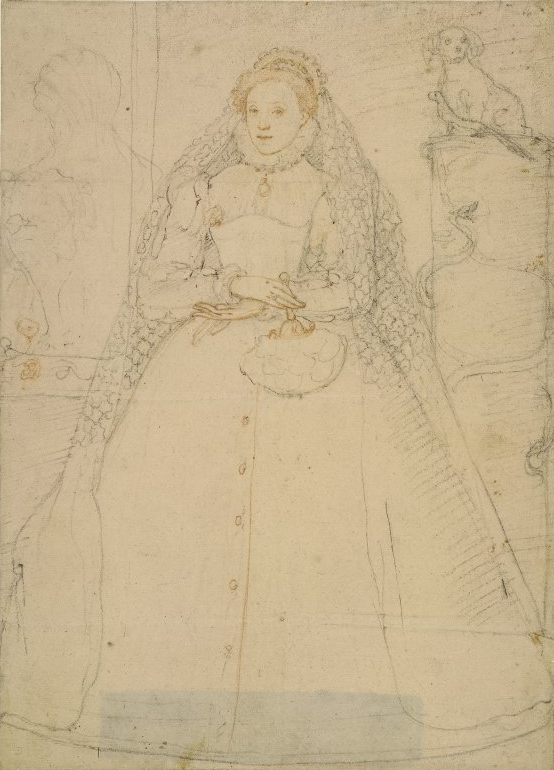
Kritskiss utförd som förberedelse för ett porträtt av Elisabet I, Zuccaro, cirka 1575.
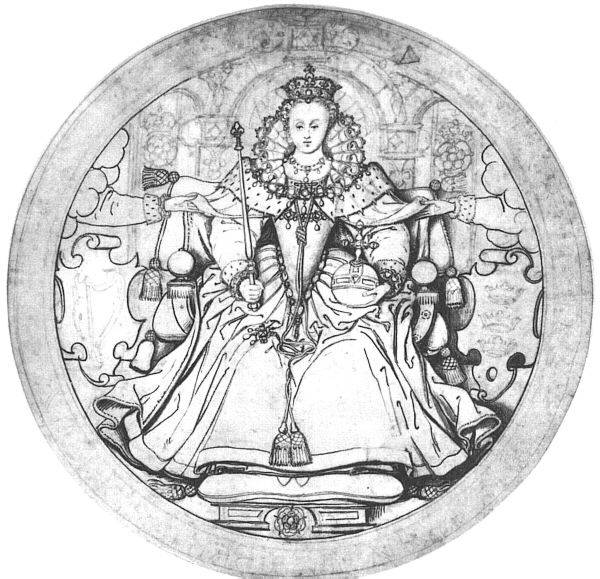
Skiss för en baksida till Irlands statssigill (aldrig utfört),  Hilliard, cirka 1584.
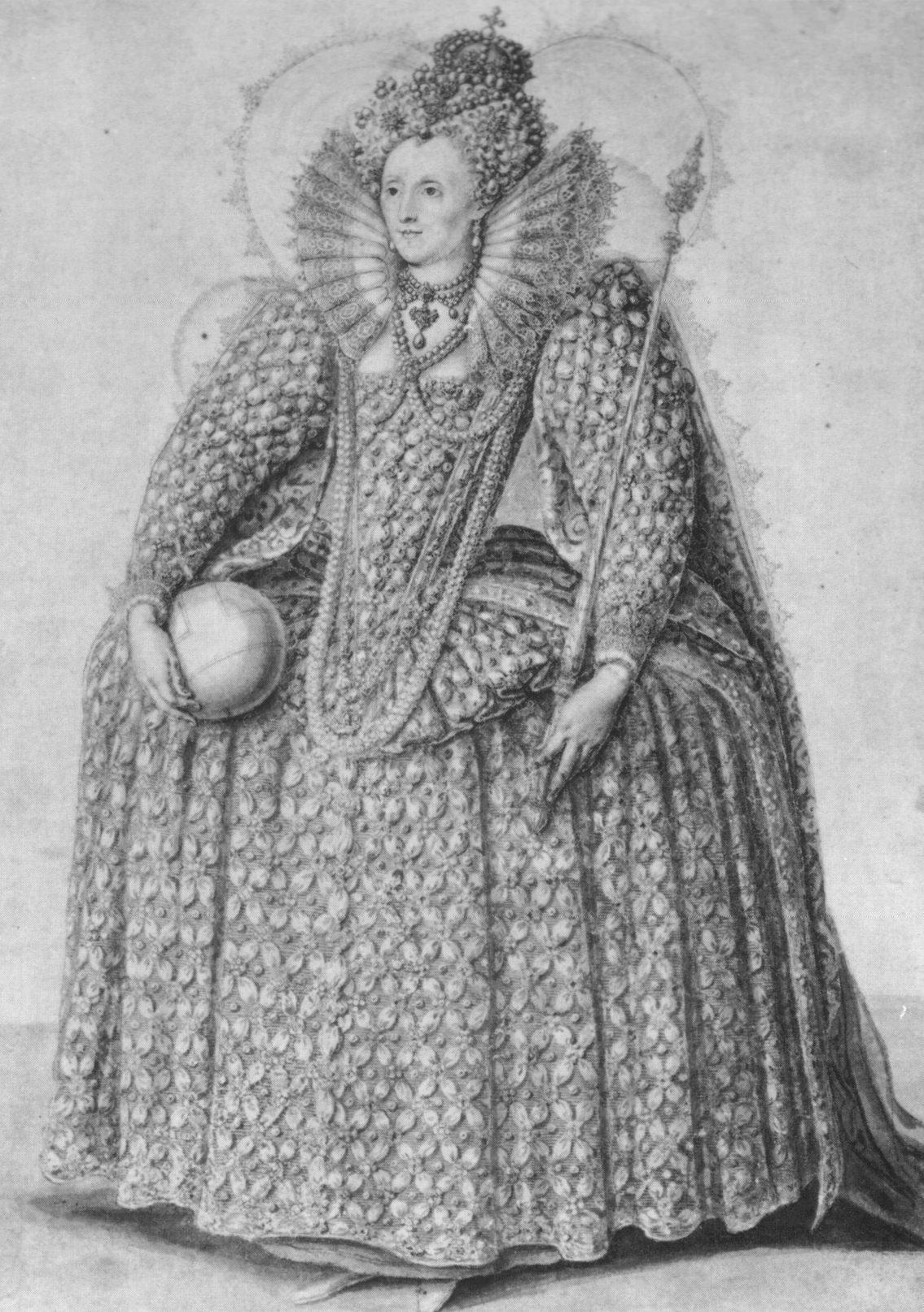
Pennteckning med bläck på vellum av Isaac Oliver, cirka 1592–1595.

### Tryck och mynt

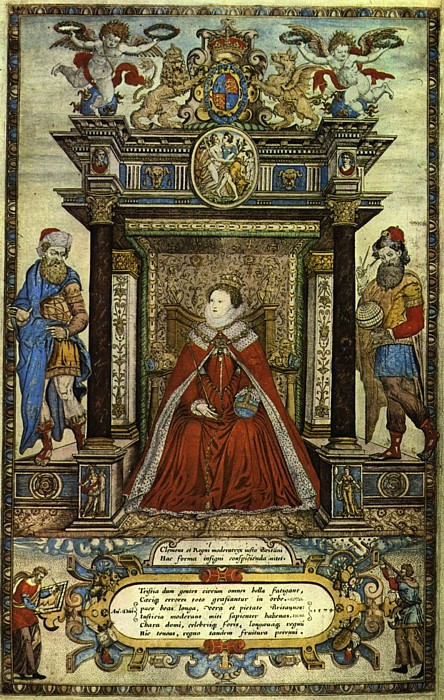
Färglagt försättsblad till Christopher Saxtons Atlas of England and Wales, 1579.
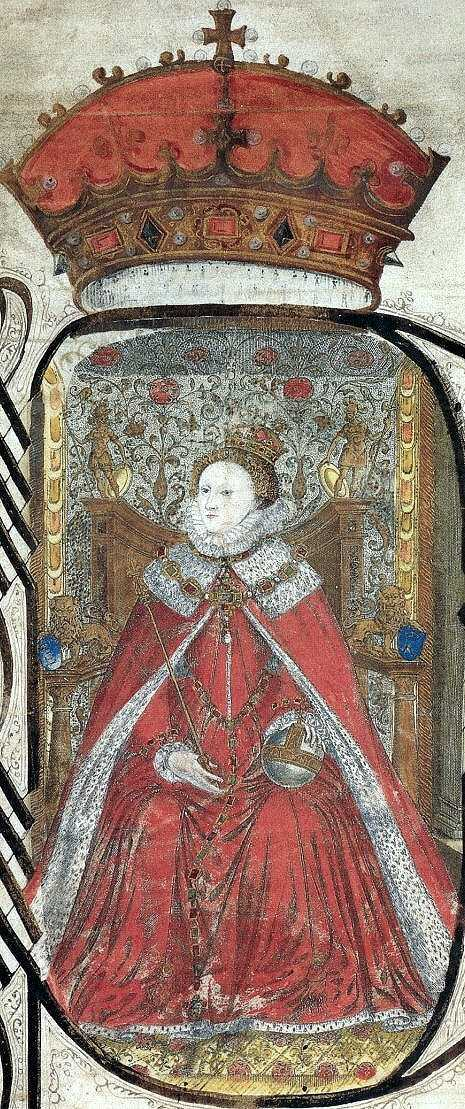
Färglagd etsning, Coram Rege, 1581.
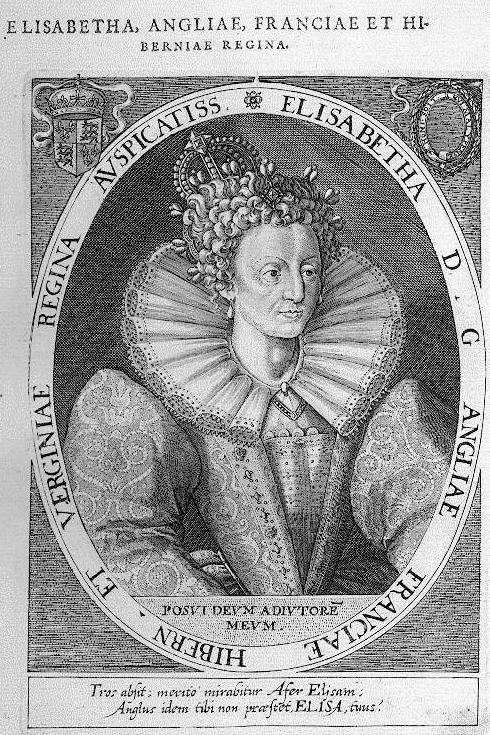
Etsning baserad på ett olivmönster cirka 1592.
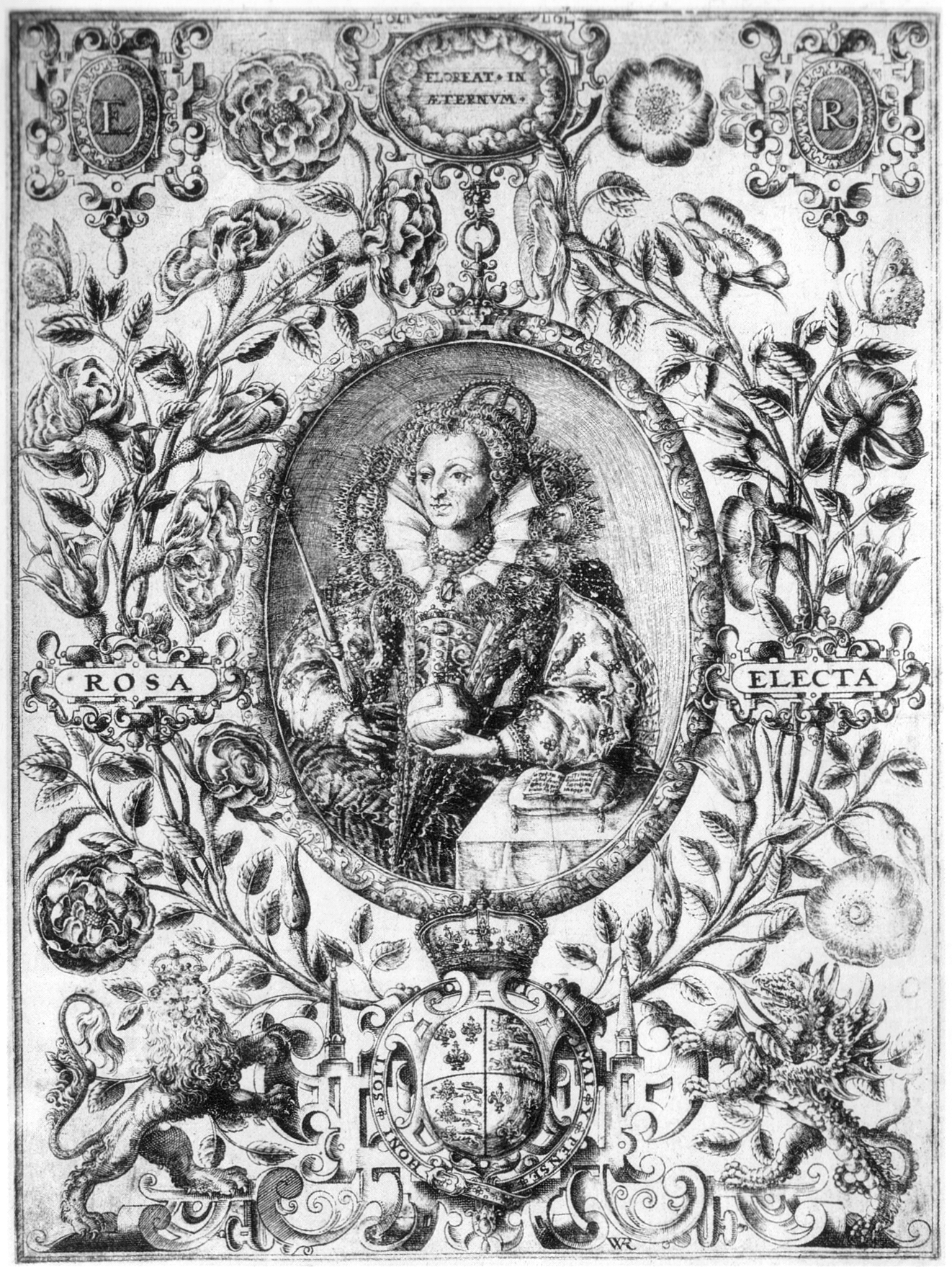
Elisabet som 'Rosa Electa, av Rogers, 1590–1595.
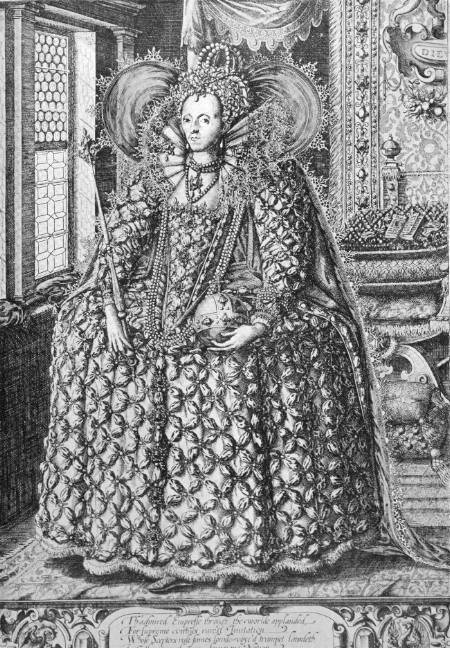
Etsning från teckningen av Oliver cirka 1592.
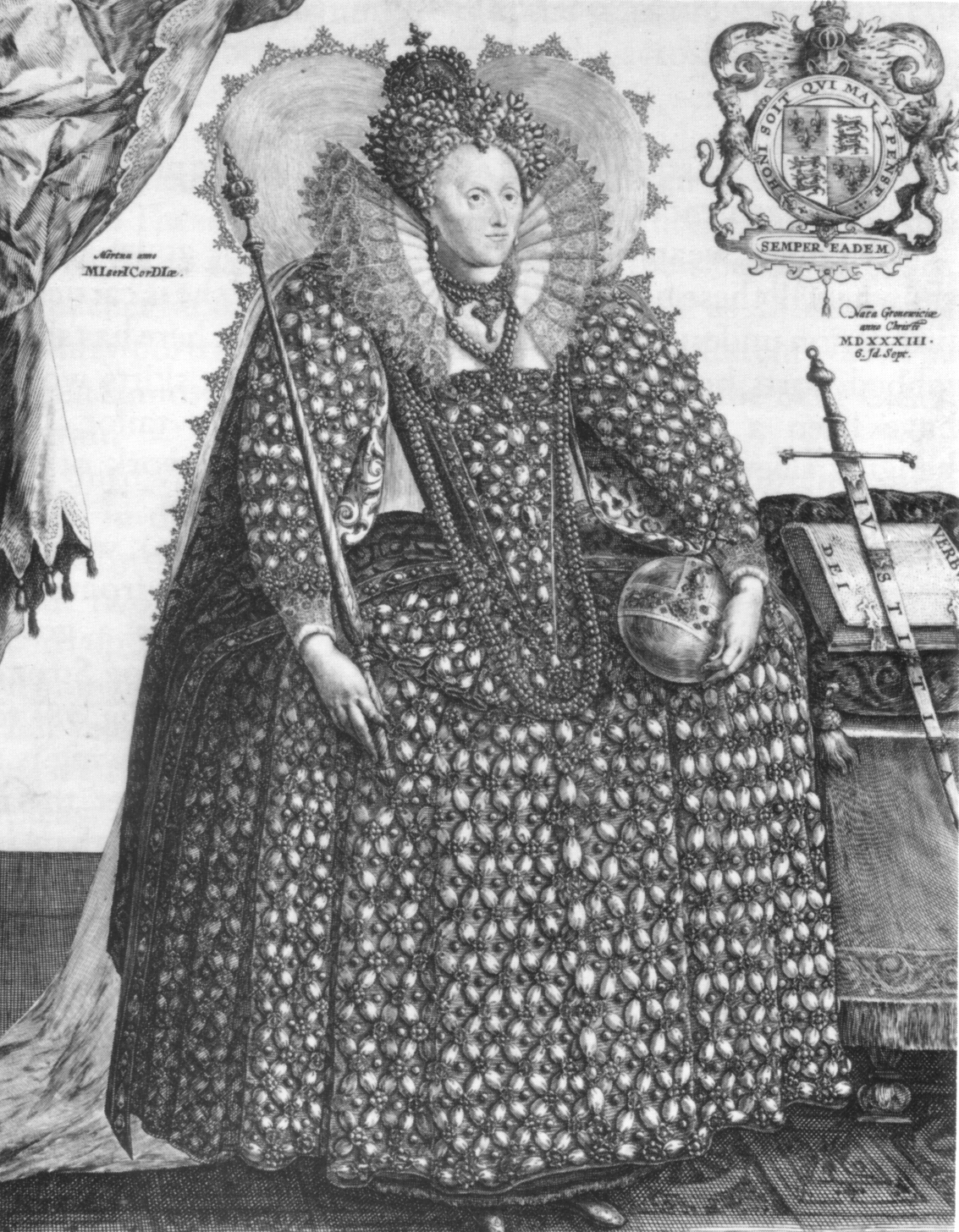
Etsning cirka 1592–1595 av Crispijn de Passe från teckningen av Oliver, med en senare inskription.
Irländskt mynt från 1561.
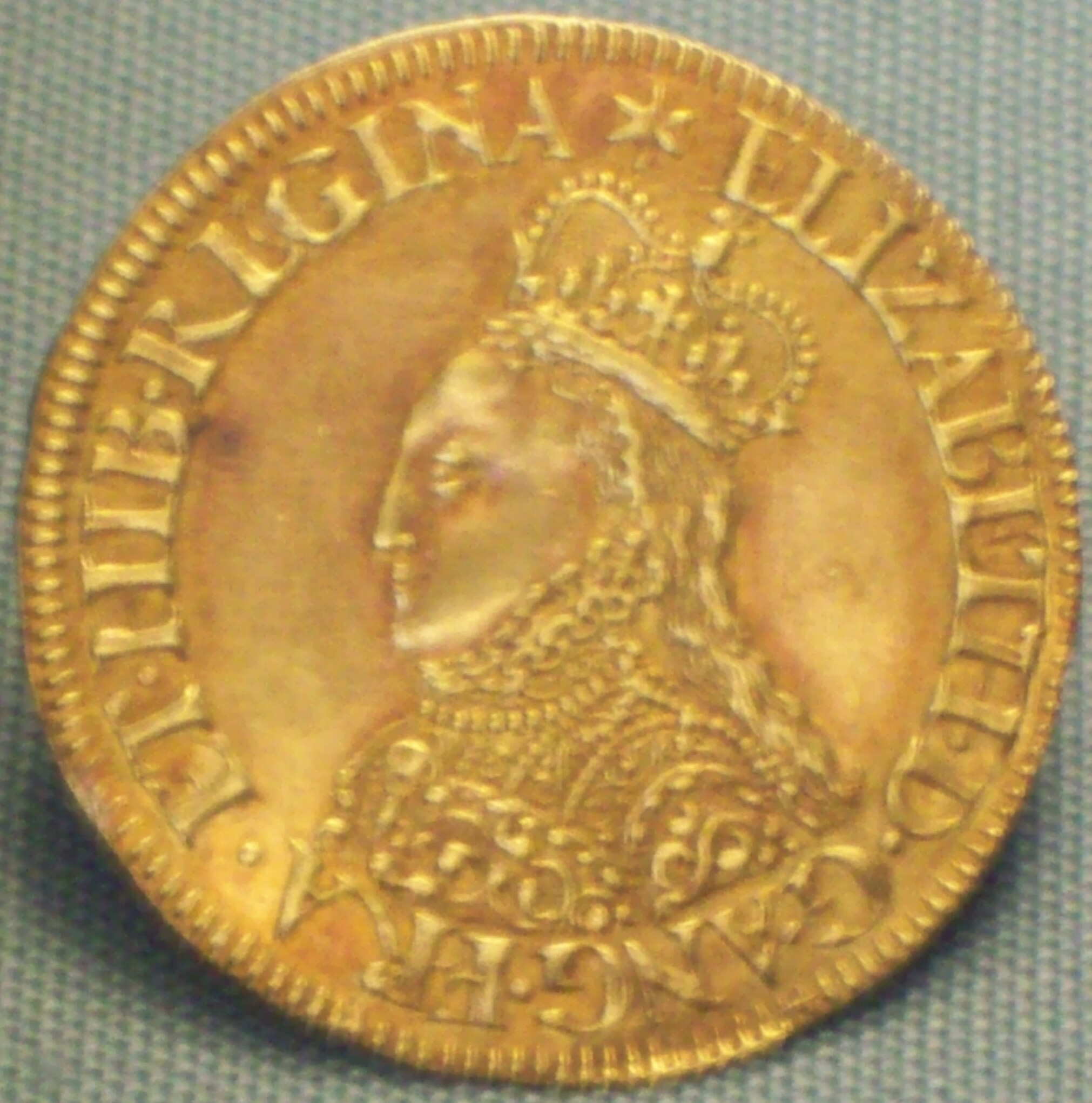
Half-pound i guld från 1560–1561.

### Illuminerade manuskript

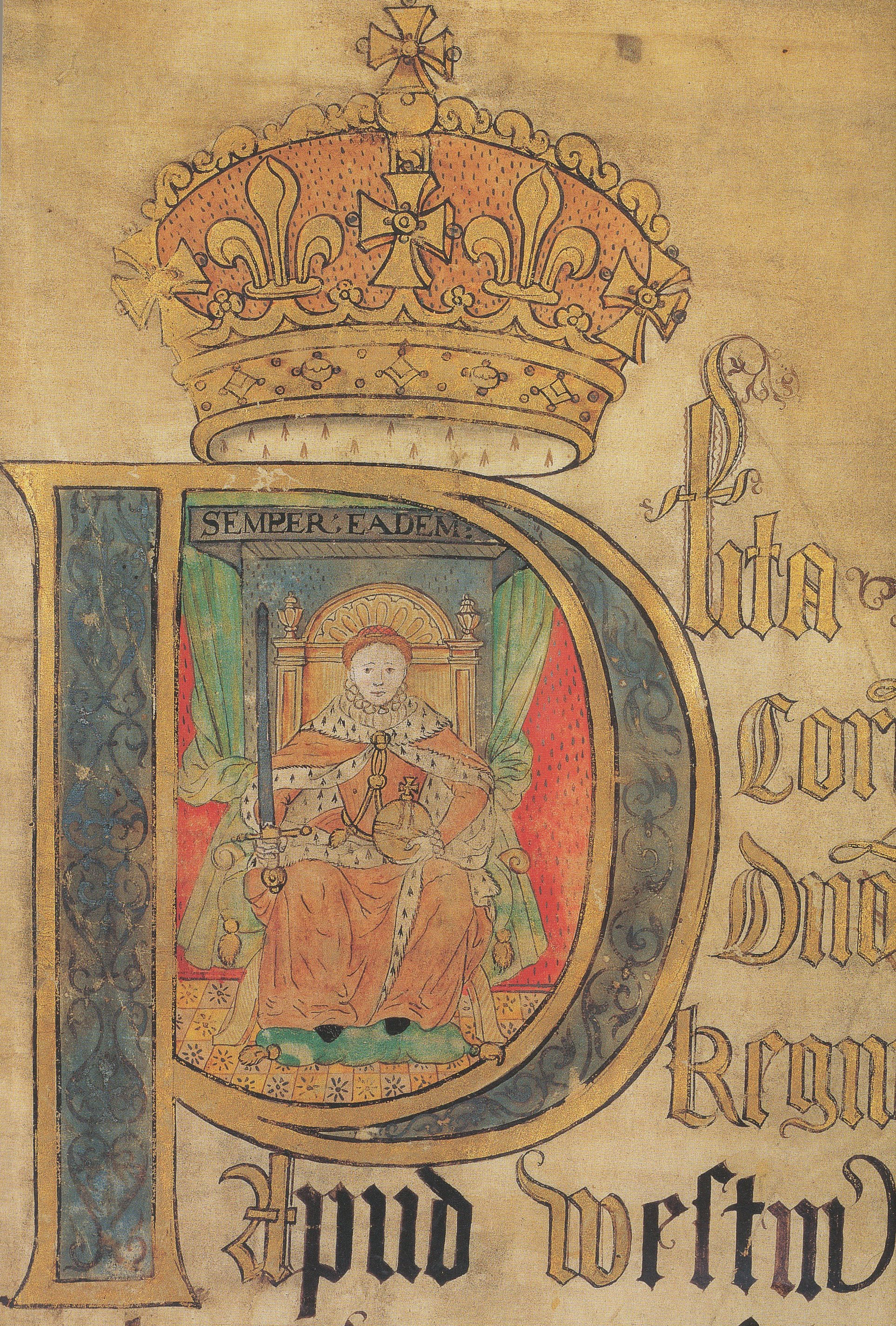
Illuminerat dokument, domstolen King's Bench: Coram Rege påsksessionen 1572.
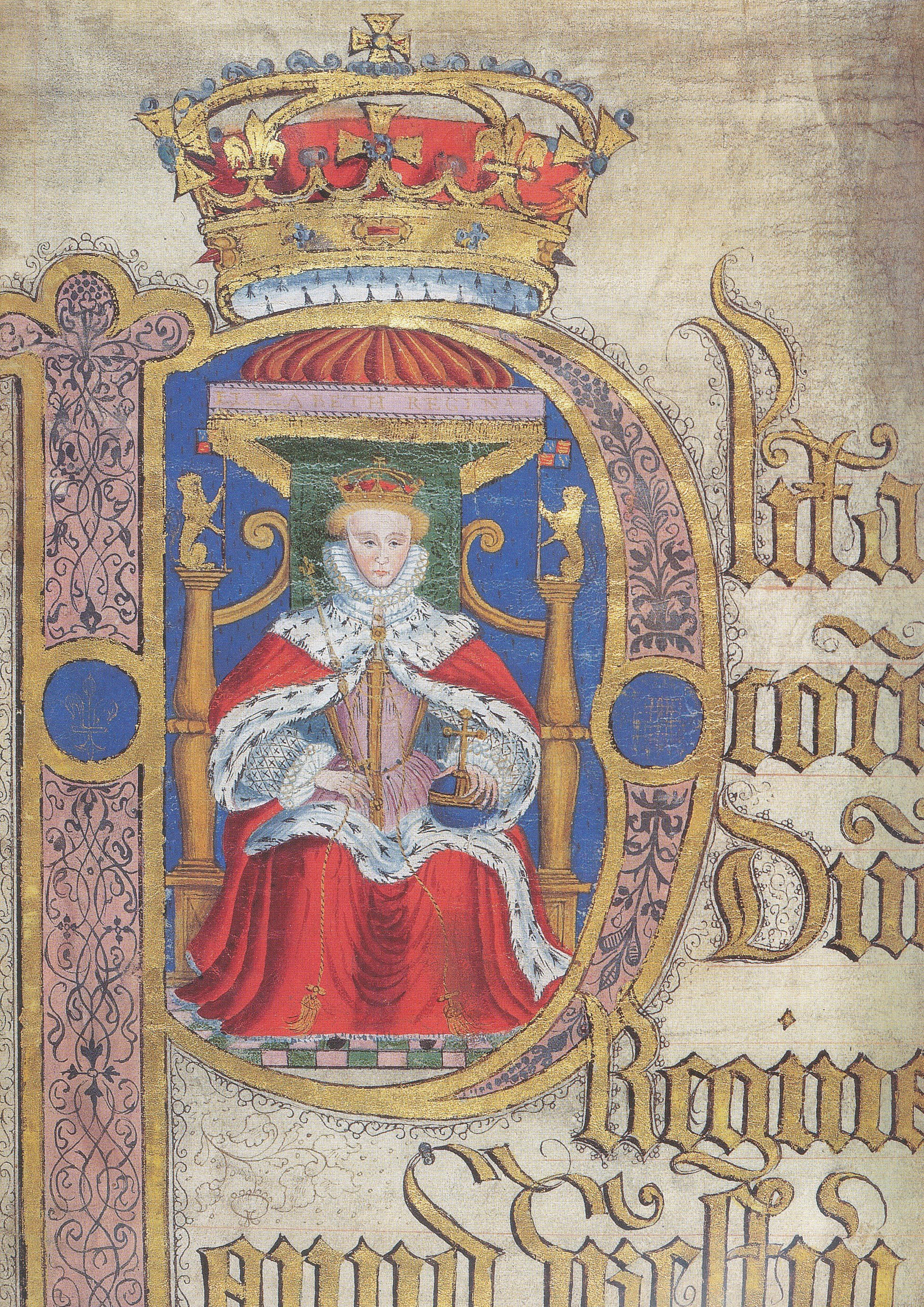
Coram Rege, påsksessionen 1584.
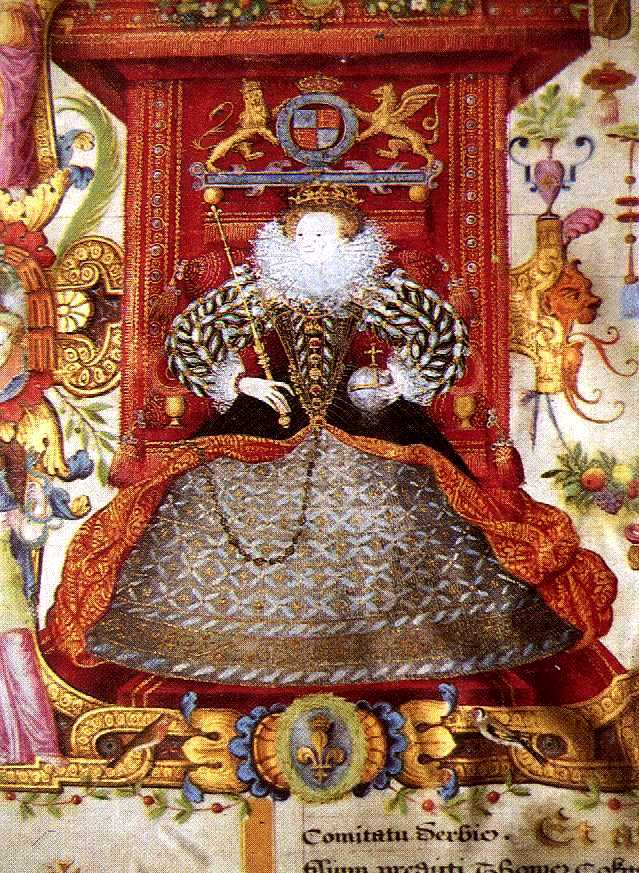
Kungligt privilegiebrev till Queen Elizabeth's Grammar School, Ashbourne, Hilliard, 1585.
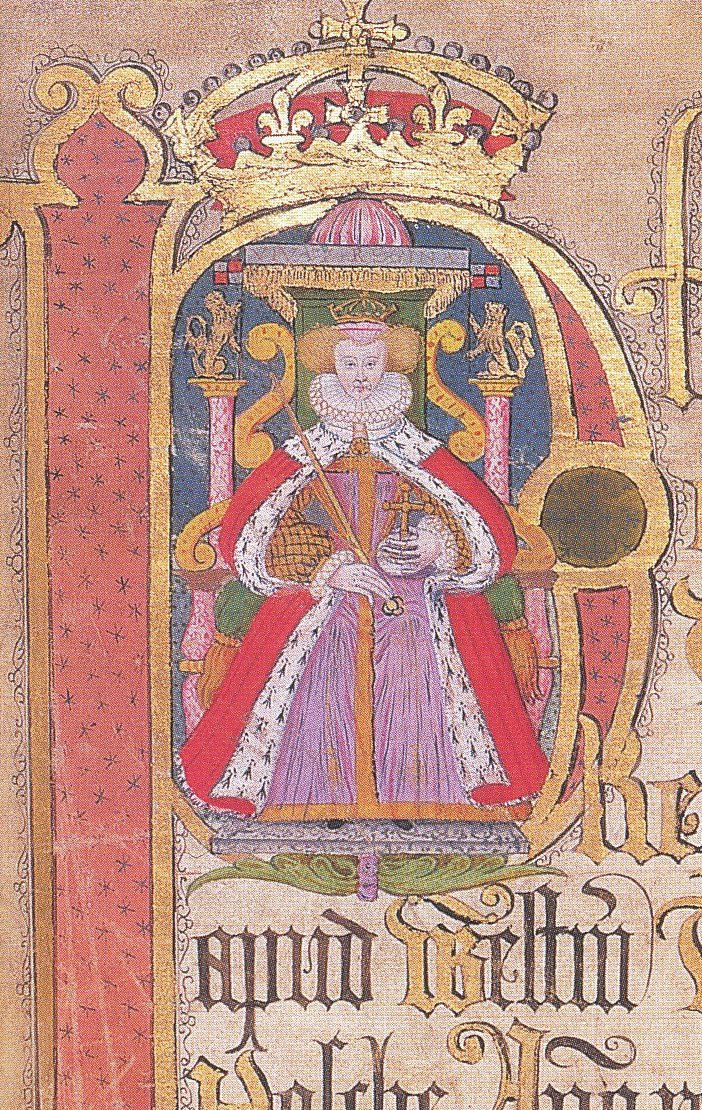
Coram Rege påsksessionen 1589.